# Haarlem
Haarlem ([ˈɦaːrlɛm]ⓘ), en la historiografía española se conoció como Harlem, es un municipio y una ciudad de los Países Bajos, capital de la provincia de Holanda Septentrional. Se ubica cerca de la desembocadura del río Spaarne, en el Noordzeekanaal, distante a tan solo 20 km al oeste de la capital nacional, Ámsterdam. Demográficamente, está en el límite occidental del gran área metropolitana denominada Randstad.
En 1658 los neerlandeses dieron en honor a este municipio el nombre de Nieuw Haarlem («Nueva Haarlem») a la localidad de Manhattan, Nueva York. Luego, en 1664, cuando los británicos tomaron el control de la colonia neerlandesa la bautizaron con su nombre actual: New York (Nueva York). Hoy en día un barrio de la ciudad de Nueva York lleva el nombre de Harlem.

## Etimología
La mención más antigua de Haarlem data del siglo X. El nombre probablemente proviene de "Haarlo-heim". Este nombre se compone de tres elementos: haar, lo y heim. No hay mucha disputa sobre el significado de "lo" y "heim"; en los topónimos holandeses antiguos lo siempre se refiere a 'bosque' y heim (heem, em o um) a 'hogar' o 'casa'. Haar, sin embargo, tiene varios significados, uno de ellos correspondiente a la ubicación de Haarlem en una duna de arena: 'lugar elevado'. Por lo tanto, el nombre Haarlem o Haarloheim significaría 'hogar en una duna boscosa'.
Había un arroyo llamado De Beek, excavado en las turberas al oeste del río Spaarne como canal de drenaje. A lo largo de los siglos, Beek se convirtió en un canal subterráneo, a medida que la ciudad crecía y se necesitaba espacio para la construcción. Con el tiempo comenzó a acumularse sedimentos y en el siglo XIX se rellenó. La ubicación del pueblo era buena: junto al río Spaarne y junto a una carretera principal que iba de sur a norte. En el siglo XII era una ciudad fortificada y Haarlem se convirtió en la residencia de los Condes de Holanda (Condado de Holanda).

## Historia

### Edad Media
En 1219, los caballeros de Haarlem fueron laureados por el conde Guillermo I, porque habían conquistado el puerto egipcio de Damietta (o Damiate en holandés, actual Dimyat) en la quinta cruzada. Haarlem recibió el derecho de llevar la espada y la cruz del Conde en su escudo de armas. El 23 de noviembre de 1245, el Conde Willem II otorgó a Haarlem derechos de ciudad. Esto implicaba una serie de privilegios, entre los cuales el derecho del sheriff y el magistrados  a administrar justicia, en lugar del Conde. Esto permitió un sistema judicial más rápido y eficiente, más adecuado a las necesidades de la ciudad en crecimiento.
Después de un asedio de los alrededores de Kennemerland en 1270, se construyó un muro defensivo alrededor de la ciudad. Lo más probable es que se tratara de un muro de tierra con puertas de madera. Originalmente, la ciudad comenzó entre Spaarne, Oudegracht, Ridderstraat, Bakenessergracht y Naussaustraat. En el siglo XIV, la ciudad se expandió y Burgwalbuurt, Bakenes y el área alrededor de Oudegracht se convirtieron en parte de la ciudad. Las antiguas defensas demostraron no ser lo suficientemente fuertes para la ciudad ampliada, ya finales del siglo XIV se construyó una muralla de 16,5 metros de altura, completada con un canal de 15 metros de ancho que rodeaba la ciudad. En 1304 los flamencos amenazaron la ciudad, pero fueron derrotados por Witte van Haemstede en Manpad.

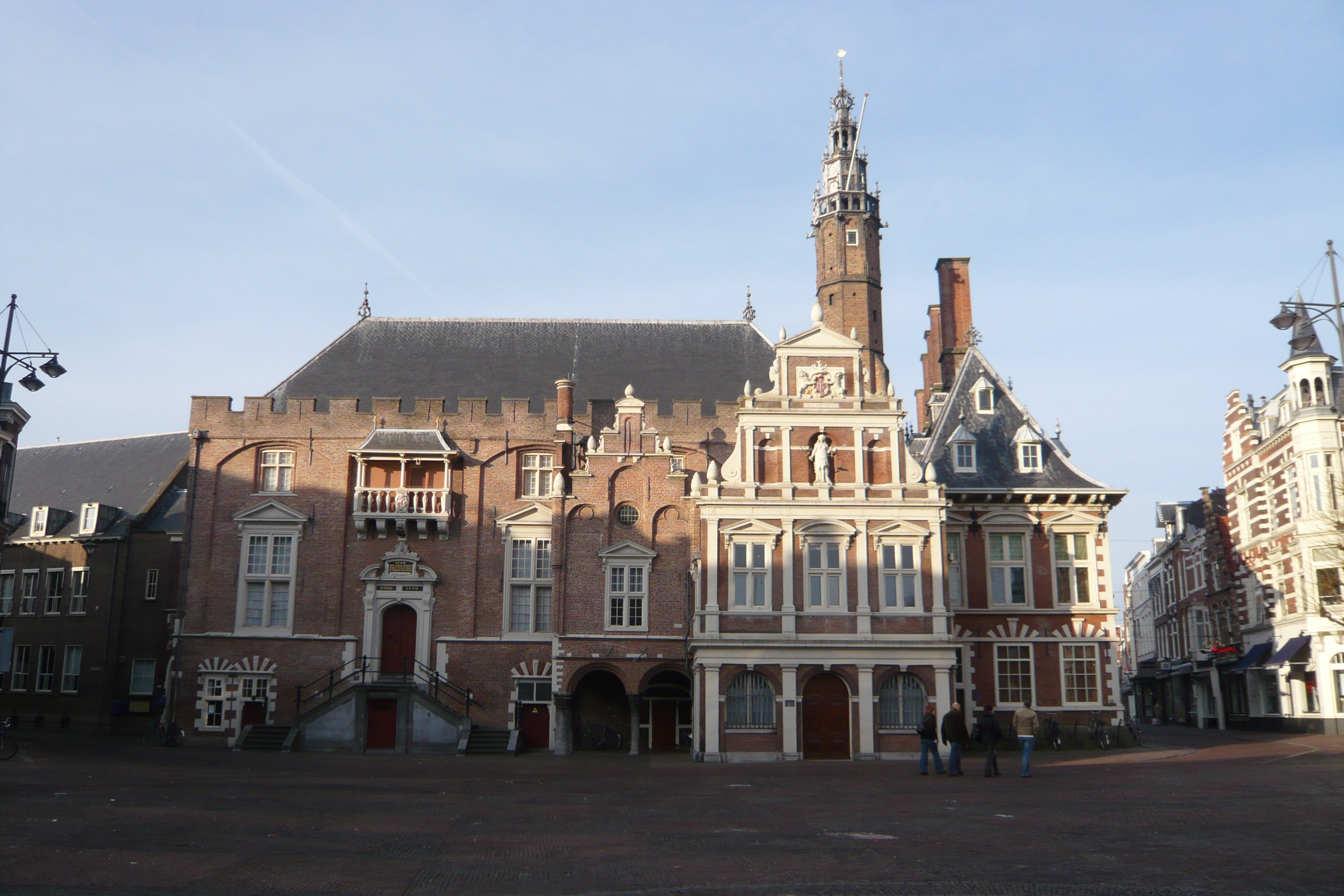
El Ayuntamiento en el Grote Markt, construido en el, reemplazando el castillo del Conde, después de que este se incendiara parcialmente. Los restos fueron entregados a la ciudad.

Todos los edificios de la ciudad estaban hechos de madera y el fuego era un gran riesgo. En 1328 se quemó casi toda la ciudad. La iglesia de San Bavón (Sint-Bavokerk) fue severamente dañado y reconstruirlo llevaría más de 150 años. Nuevamente el 12 de junio de 1347 hubo un incendio en la ciudad. Un tercer gran incendio, en 1351, destruyó muchos edificios, incluido el castillo del Conde y el ayuntamiento. El conde no necesitaba un nuevo castillo en Haarlem porque el Ridderzaal en La Haya se había hecho cargo de todas las funciones.
El Conde donó el terreno a la ciudad y más tarde se construyó allí un nuevo ayuntamiento. La forma de la ciudad vieja era cuadrada, esto se inspiró en la forma de la antigua Jerusalén. Después de cada incendio, la ciudad se reconstruía rápidamente, una indicación de la riqueza de la ciudad en esos años. La Peste Negra llegó a la ciudad en 1381. Según una estimación de un sacerdote de Leiden, la enfermedad mató a 5000 personas, aproximadamente la mitad de la población en ese momento.
En el siglo XIV, Haarlem era una ciudad importante. Fue la segunda ciudad más grande de la Holanda histórica después de Dordrecht y antes de Delft, Leiden, Amsterdam, Gouda y Róterdam. En 1429, la ciudad obtuvo el derecho a cobrar peajes, incluidos los barcos que pasaban por la ciudad en el río Spaarne. Al final de la Edad Media, Haarlem era una ciudad floreciente con una gran industria textil, astilleros y fábricas de cerveza. Alrededor de 1428 la ciudad fue sitiada por el ejército de Jacqueline, condesa de Hainaut. Haarlem se había puesto del lado de los bacalaos en las guerras del anzuelo y bacalao, y por lo tanto contra Jacoba de Baviera. Todo el bosque de Haarlemmerhout fue quemado por el enemigo.

### Asedio español

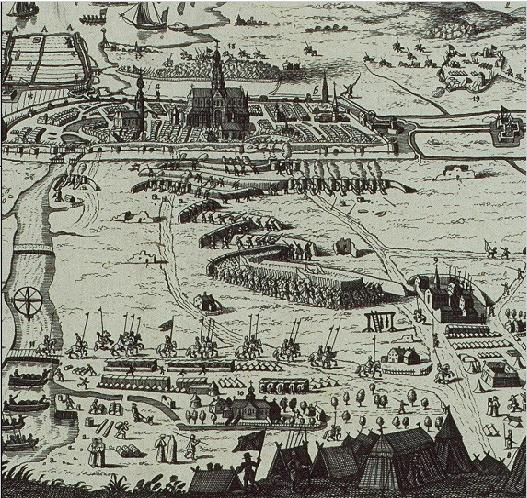
Un boceto del asedio de Haarlem visto desde el norte, con Het Dolhuys a la derecha y el río Spaarne a la izquierda

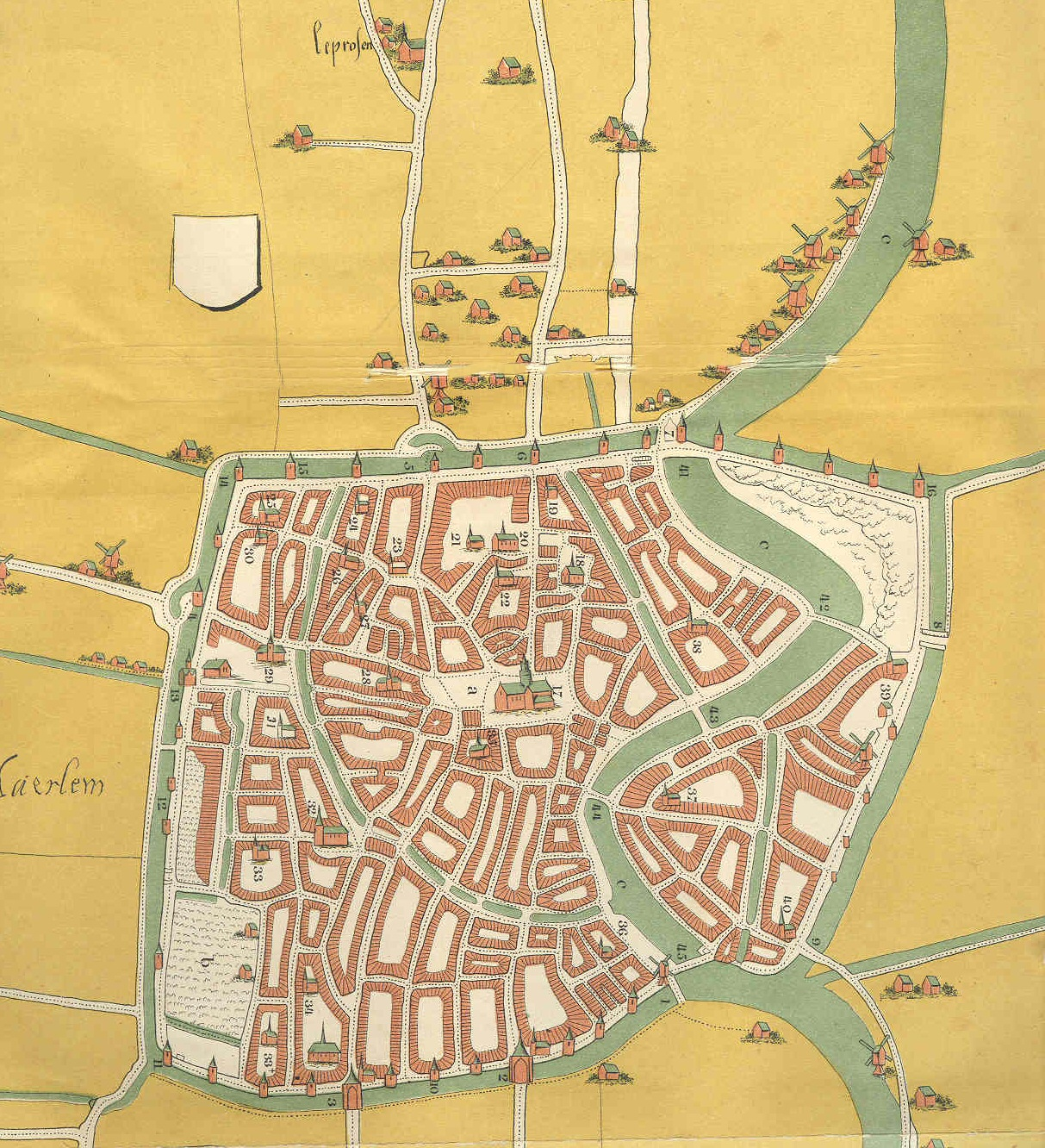
Mapa de Haarlem alrededor de 1550. La ciudad está completamente rodeada por una muralla y un foso defensivo. En el norte (arriba), en una bifurcación de la carretera, se puede ver el conjunto conocido como Het Dolhuys. En la esquina suroeste, en la parte inferior izquierda, se pueden ver los campos de blanqueo de la ciudad. Note la forma casi cuadrada de la ciudad: esto se basó en el plan antiguo de Jerusalén.

Cuando la ciudad de Brielle fue conquistada el 1 de abril por el ejército revolucionario de Mendigos del mar, el municipio de Haarlem los apoyó. El rey Felipe II de España no estaba complacido y envió un ejército al norte bajo el mando de Don Fadrique, hijo de Fernando Álvarez de Toledo y Pimentel, III duque de Alba. El 17 de noviembre de 1572 muchos de los ciudadanos de la ciudad de Zutphen fueron asesinados por el ejército español, y el 1 de diciembre la ciudad de Naarden corrió la misma suerte.
El 11 de diciembre de 1572 el ejército español sitió Haarlem; las defensas de la ciudad estaban al mando del gobernador Wigbolt Ripperda. Kenau Simonsdochter Hasselaer, una poderosa viuda, ayudó a defender la ciudad junto con otras trescientas mujeres.
Durante los primeros dos meses del asedio, la situación estuvo en equilibrio. El ejército español cavaba túneles para llegar a las murallas de la ciudad y volarlas; los defensores cavaron a su vez y socavaron los túneles de los españoles. La situación empeoró el 29 de marzo de 1573: el ejército de Amsterdam, fiel al rey español, controló el lago Haarlemmermeer, bloqueando efectivamente a Haarlem del mundo exterior. Un intento del Príncipe Guillermo de Orange, el silencioso, de destruir la marina española en Haarlemmermeer había fracasado. El hambre en la ciudad creció y la situación se volvió tan tensa que el 27 de mayo muchos prisioneros (leales a España) fueron sacados de la prisión y asesinados.
A principios de julio, el príncipe de Orange reunió un ejército de 5000 soldados cerca de Leiden para liberar a Haarlem. Sin embargo, se le impidió acompañarlos en persona y las fuerzas españolas los atraparon en el "Manpad", donde fueron derrotados contundentemente. El 13 de julio de 1573, tras siete meses de asedio, la ciudad se rindió. Muchos defensores fueron masacrados; algunos se ahogaron en el río Spaarne. El gobernador Ripperda y su lugarteniente fueron decapitados. A los ciudadanos se les permitió comprar la libertad para ellos y la ciudad por 240.000 florines se requirió que la ciudad albergara una guarnición española. Don Fadrique dio gracias a Dios por su victoria en la iglesia de San Bavón. Sin embargo, los términos del tratado no se cumplieron y los soldados españoles saquearon las propiedades de los habitantes del pueblo.

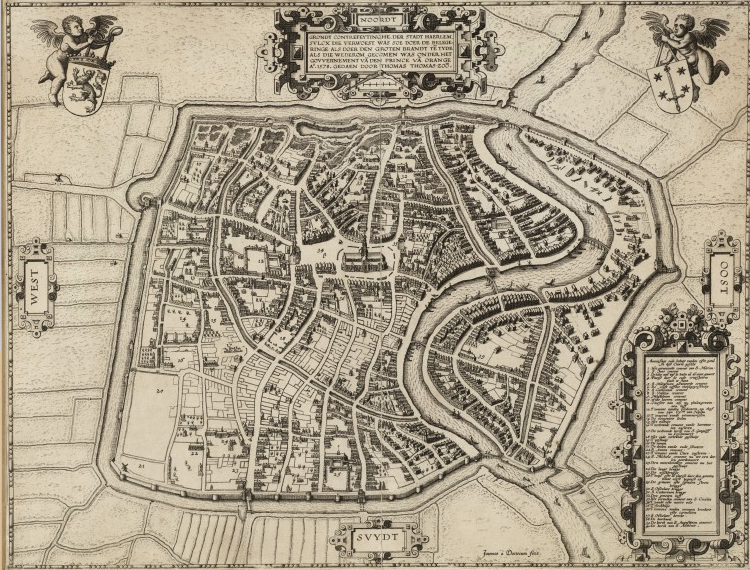
Un mapa de Haarlem después del incendio de 1578 por Thomas Thomasz. Los daños en toda la ciudad todavía se pueden ver dos años después.

A pesar de la última caída de Haarlem, el hecho de que los habitantes de Haarlem hubieran podido resistir durante siete meses contra toda la formación española inspiró al resto de Holanda a resistir a los invasores, y su prolongada resistencia permitió al Príncipe de Orange prepararse y armarse, el resto del país para la guerra. Unos 12.000 del ejército español habían caído durante el asedio.

### Gran incendio
La ciudad sufrió un gran incendio en la noche del 22 al 23 de octubre de 1576. El incendio comenzó en la cervecería het Ankertje, cerca de la pesaje en Spaarne, que fue utilizada por mercenarios como lugar de vigilancia. Cuando se estaban calentando en un fuego, se salió de control. El fuego fue visto por granjeros, que navegaban en sus barcos por el río. Sin embargo, los soldados rechazaron toda ayuda, diciendo que ellos mismos apagarían el fuego.
Esto fracasó y el fuego destruyó casi 500 edificios, entre ellos la iglesia de St-Gangolf y Hospital de St-Elisabeth. La mayoría de los mercenarios fueron arrestados más tarde y uno de ellos fue ahorcado en Grote Markt frente a una gran audiencia. Los mapas de esa época muestran claramente el daño causado por el fuego: una amplia franja a través de la ciudad fue destruida. El resultado combinado del asedio y el fuego fue que aproximadamente un tercio de la ciudad fue destruida.

### Edad de oro

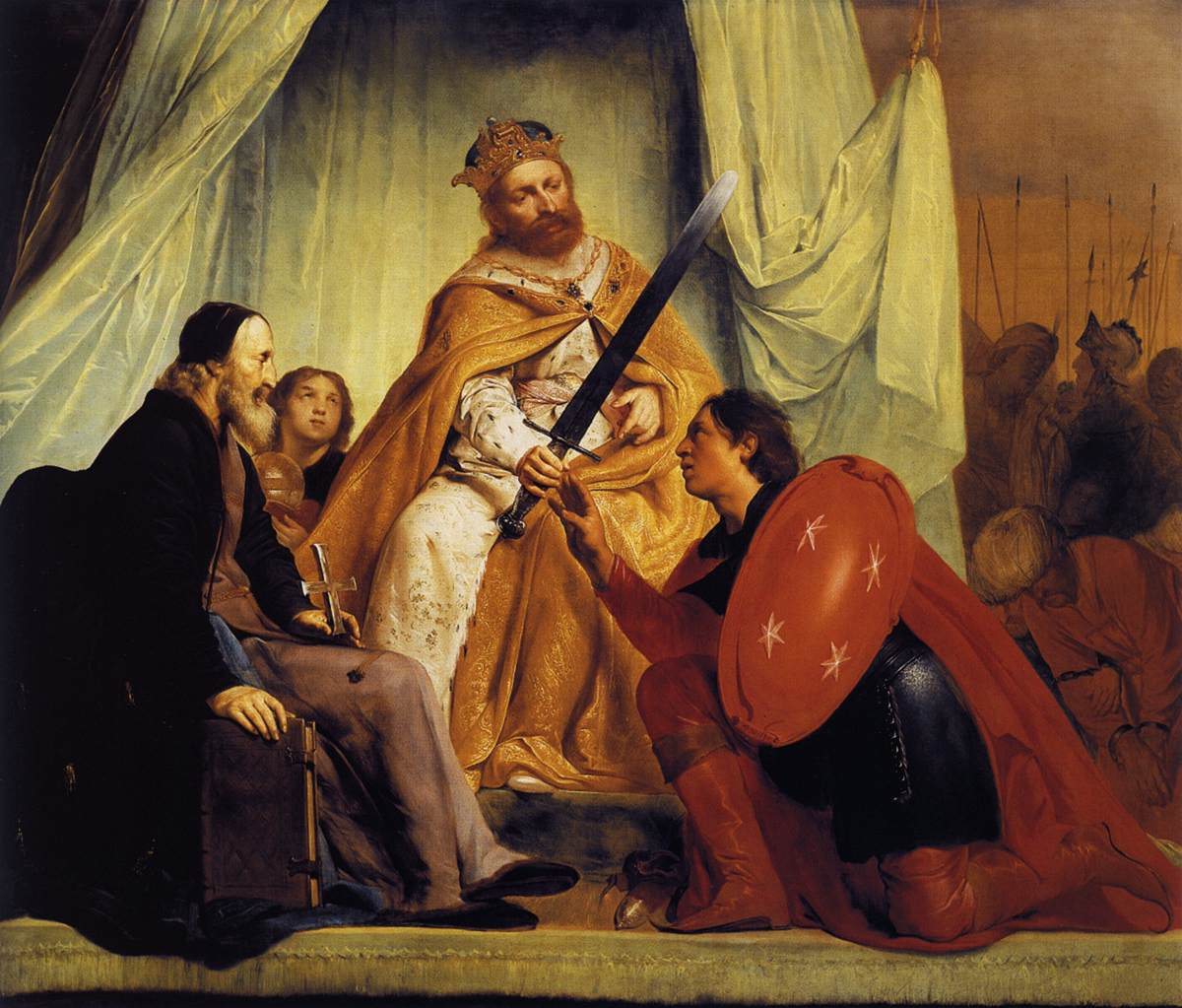
La leyenda del escudo de Haarlem, pintura (c. 1630) de Pieter de Grebber en el Ayuntamiento.

El fuego y el largo asedio habían pasado factura a la ciudad. España se retiró en 1577 y bajo el Acuerdo de Veere, los protestantes y católicos obtuvieron los mismos derechos, aunque en el gobierno los protestantes claramente tenían la ventaja y los católicos las posesiones una vez incautadas nunca fueron devueltas. Para restaurar la economía y atraer trabajadores para los negocios de elaboración de cerveza y blanqueo (Haarlem era conocido por estos, gracias al agua limpia de las dunas), el consejo de Haarlem decidió promover la búsqueda de las artes y la historia, mostrando tolerancia por la diversidad entre las creencias religiosas.
Esto atrajo una gran afluencia de inmigrantes flamencos y franceses (católicos y hugonotes por igual) que huían de la ocupación española de sus propias ciudades. Los planes de expansión pronto reemplazaron los planes de reconstrucción de las murallas de la ciudad destruidas. Al igual que el resto del país, la Edad de Oro en la Provincias Unidas había comenzado.

#### Lino y seda

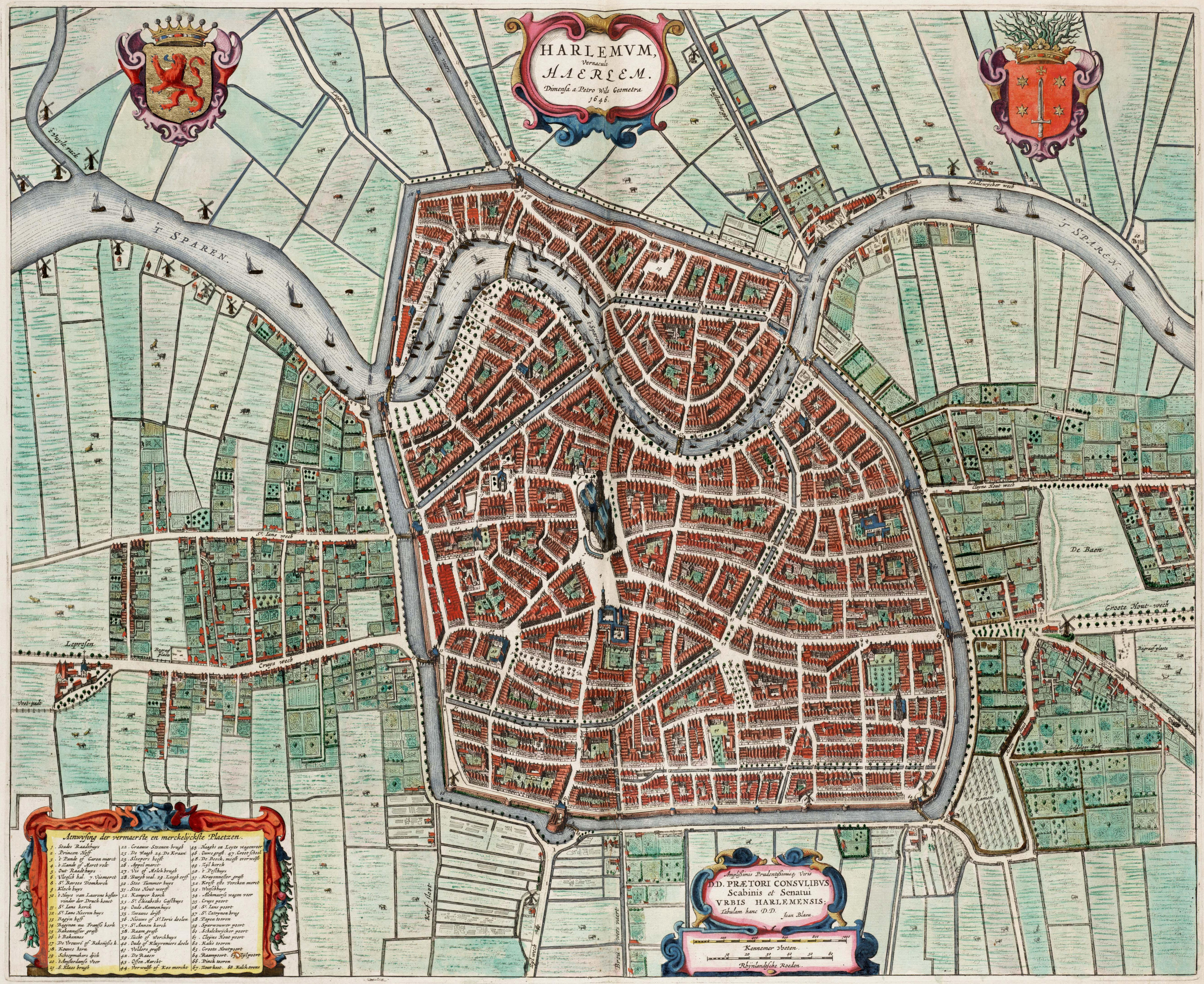
Un mapa de Haarlem en 1646, antes de que se ejecutara el ambicioso plan de expansión hacia el norte de Salomon de Bray. El norte está a la izquierda. El Houtmarkt se ha construido en el noreste, y el Haarlemmerport es visible, así como el Old Men's Almshouse, que hoy en día alberga el Museo Frans Hals.

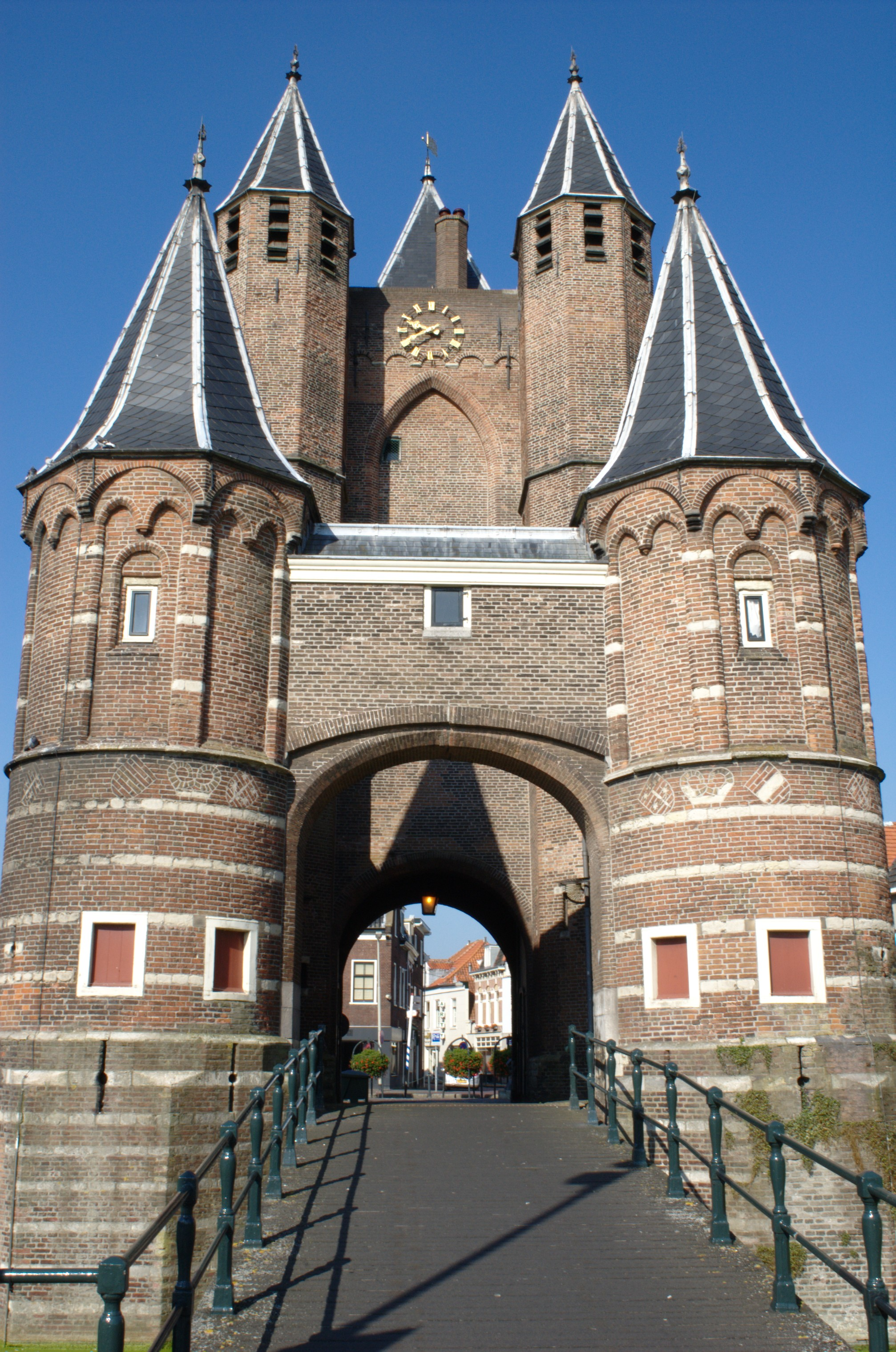
El Amsterdamse Poort, antigua puerta de entrada a la ciudad desde Ámsterdam, es uno de los pocos rastros visibles que quedan de la antigua muralla de la ciudad.

Los nuevos ciudadanos tenían mucha experiencia en la fabricación y el comercio del lino y de la seda, y la población de la ciudad creció desde 18.000 en 1573 a alrededor de 40.000 en 1622. En un momento, en 1621, más del 50% de la población era de origen flamenco. La ropa de Haarlem se hizo notable y la ciudad floreció. Hoy en día se puede tener una impresión de algunos de esos comerciantes textiles originales del Libro de los Oficios documento creado por Jan Luyken y su hijo.

#### Infraestructura

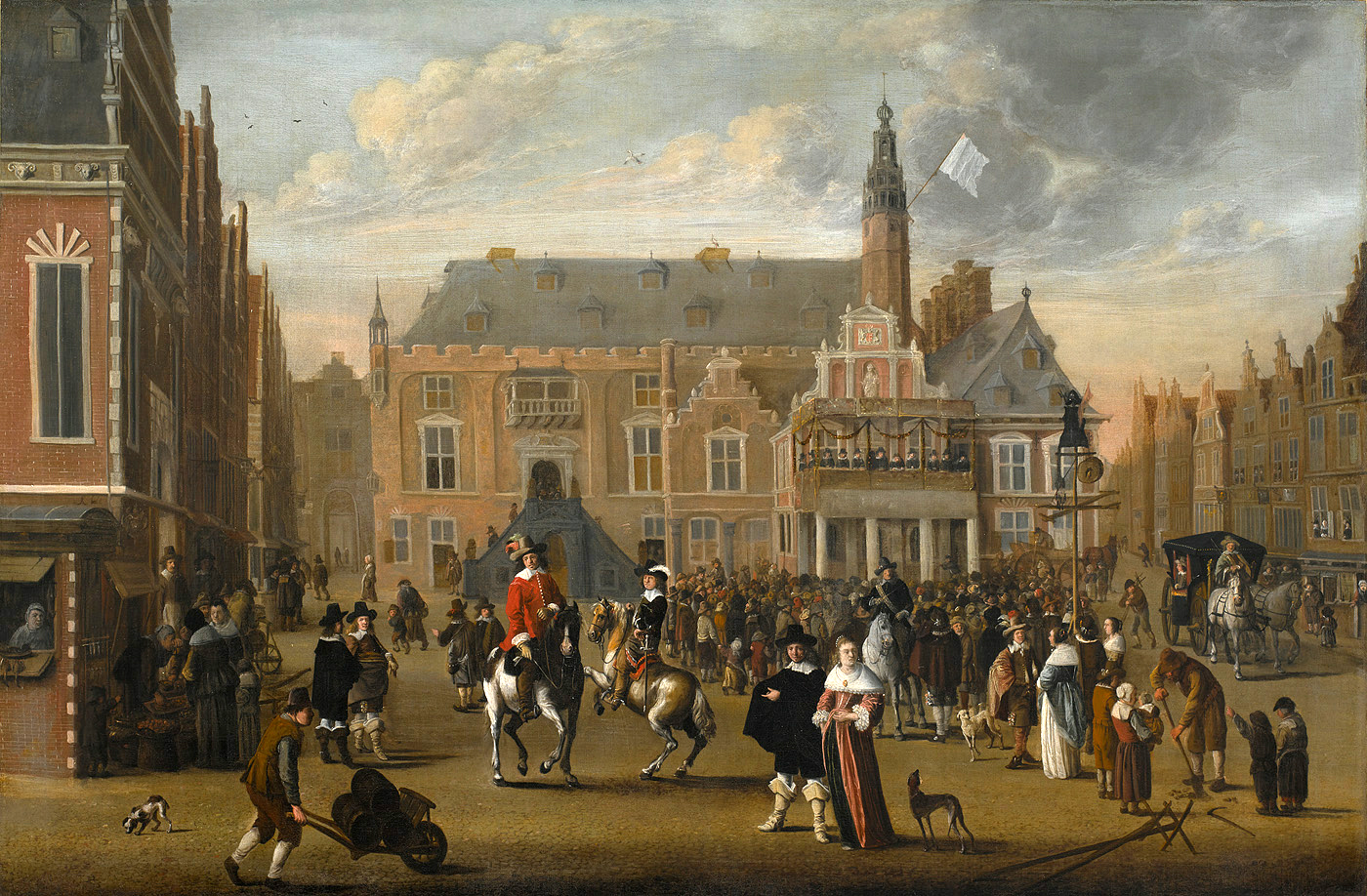
La plaza del mercado de Haarlem durante una fiesta, por Cornelis Beelt, c. 1670–1690

En 1632 se abrió un canal de remolque entre Haarlem y Ámsterdam, el Haarlemmertrekvaart, el primer canal de remolque del país. Los espacios vacíos de la ciudad a consecuencia del incendio de 1576 se llenaron de nuevas casas y edificios. Incluso fuera de la muralla de la ciudad se construyeron edificios; en 1643 se contaron unas 400 casas fuera de la muralla.
Tener edificios fuera de las murallas de la ciudad no era una situación deseable para la administración de la ciudad. No solo porque estos edificios serían vulnerables en caso de un ataque a la ciudad, sino que también había menos control sobre los impuestos y las normas de la ciudad fuera de las murallas. Por lo tanto, se inició un gran proyecto en 1671: expandir la ciudad hacia el norte.
Se excavaron dos nuevos canales y se construyó un nuevo muro defensivo (el actual "Staten en Prinsenbolwerk"). Se demolieron dos antiguas puertas de la ciudad, Janspoort y Kruispoort. Se abandonó la idea de que una ciudad tenía que tener forma cuadrada.

#### Vida cultural
Después de la caída de Amberes, muchos artistas y artesanos emigraron a Haarlem y recibieron encargos del consejo de Haarlem para decorar el ayuntamiento. Las pinturas encargadas estaban destinadas a mostrar la gloriosa historia de Haarlem, así como los gloriosos productos de Haarlem. La vida cultural de Haarlem prosperó, con pintores como Frans Hals y Jacob van Ruisdael, el arquitecto Lieven de Key y Jan Steen que hicieron muchas pinturas en Haarlem.
Los concejales de Haarlem se volvieron bastante creativos en su propaganda para promocionar su ciudad. En Grote Markt, la plaza del mercado central, hay una estatua de Laurens Janszoon Coster quien supuestamente es la inventora de la imprenta. Esta es la segunda y más grande estatua de él en la plaza. El original se encuentra detrás del Ayuntamiento en el pequeño jardín conocido como Hortus (donde hoy se encuentra la escuela Stedelijk Gymnasium.
La mayoría de los eruditos están de acuerdo en que la escasa evidencia parece señalar a Johann Gutenberg como el primer inventor europeo de la imprenta, pero a los niños de Haarlem se les enseñó acerca de "Lau", como se le conoce, hasta bien entrado el siglo XX. Sin embargo, esta leyenda sirvió bien a los impresores de Haarlem, y es probablemente por esa razón que los libros de historia neerlandeses más notables del período de la Edad de Oro neerlandesa se publicaron en Haarlem; de Hadrianus Junius (Batavia), Dirck Volkertszoon Coornhert (Obras), Karel van Mander (Schilderboeck), Samuel Ampzing (Descripción y Oda a Haarlem), Petrus Scriverius (Batavia Illustrata) y Pieter Christiaenszoon Bor (Origen de las guerras holandesas).

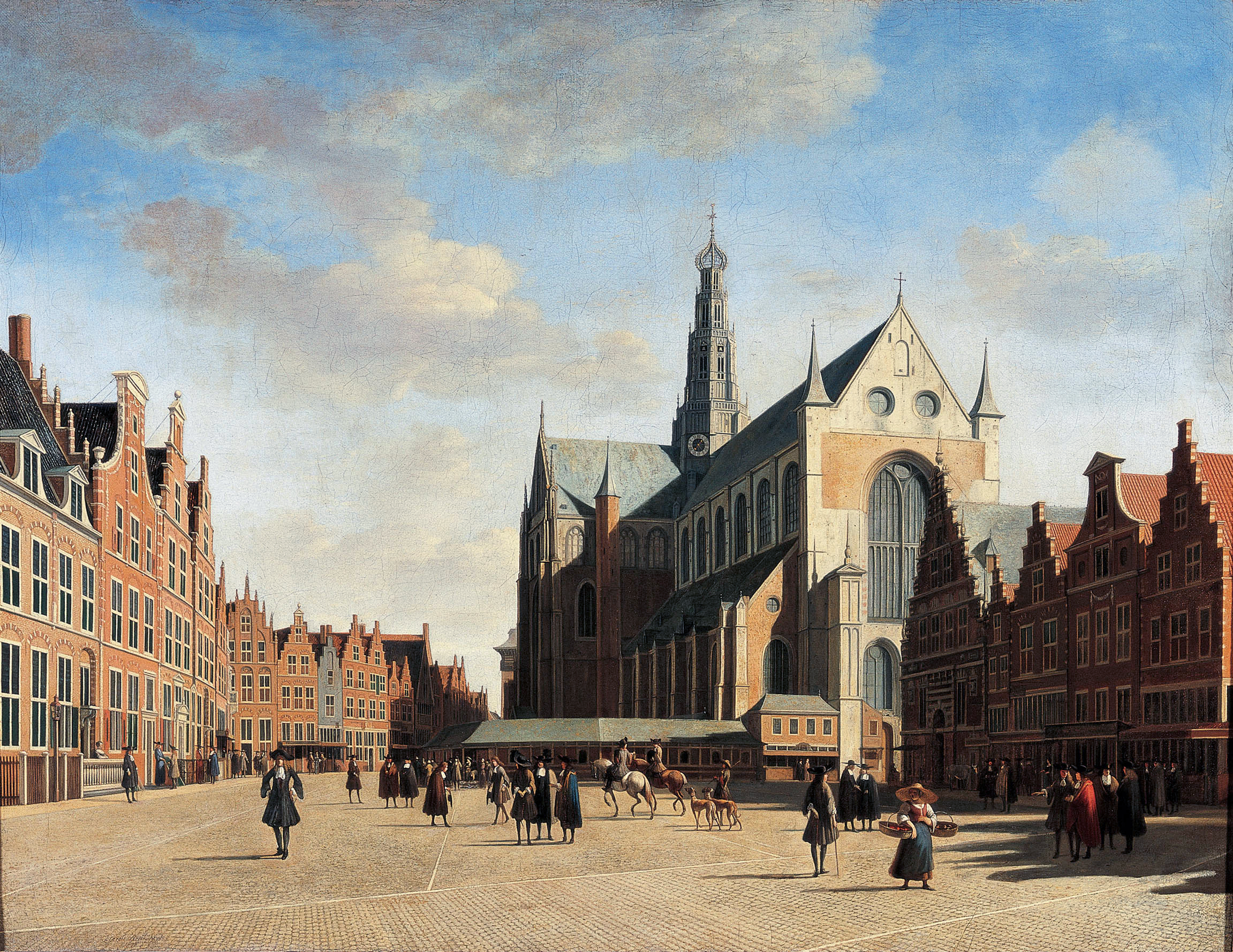
El Grote Markt en 1696, pintura de Gerrit Adriaensz. Berckheyde

#### Elaboración de cerveza
La elaboración de cerveza era una industria muy importante en Haarlem. Hasta el siglo XVI el agua para la cerveza se tomaba de los canales de la ciudad. Estos estaban, a través del Spaarne y el IJ, conectados al agua de mar. Sin embargo, el agua de los canales se estaba contaminando cada vez más y ya no era apta para la elaboración de cerveza. Luego se usó un lugar 1.5 km al suroeste de la ciudad para tomar agua dulce.
Sin embargo, la calidad de esa agua tampoco era lo suficientemente buena. Desde el siglo XVII se utilizó un canal (Santvaert) para transportar agua desde las dunas hasta la ciudad. El agua se transportaba en barriles en barcos. El lugar donde se tomó el agua se llama Brouwerskolkje, y el canal hasta allí todavía existe, y ahora se llama canal de los Cerveceros (Brouwersvaart).
Haarlem era un importante productor de cerveza en los Países Bajos. La mayoría de la cerveza que producía se consumía en Holanda Septentrional. Durante el asedio español había unas 50 empresas cerveceras en la ciudad; mientras que 45 años después en 1620 la ciudad contaba con unas cien cervecerías.
Hubo otra epidemia de la Peste Negra en 1657, que se cobró un alto precio en los seis meses que asoló la ciudad. A partir de finales del siglo XVII la situación económica de la ciudad se agrió, durante mucho tiempo. En 1752 solo quedaban siete cervecerías de cerveza, y en 1820 ya no se registraron cervecerías en la ciudad. En la década de 1990, Stichting Haarlems Biergenootschap revivió algunas de las antiguas recetas bajo la nueva marca de cerveza Jopen, que se comercializa como "féretro de Haarlem". En 2010, Jopen abrió una fábrica de cerveza en una antigua iglesia en el centro de Haarlem llamada Jopenkerk. En 2012, Haarlem ganó una nueva cervecería local con Uiltje Bar en Zijlstraat, que se especializa en cervezas artesanales.

#### Centro de tulipanes
Desde la década de 1630 hasta la actualidad, Haarlem ha sido un importante centro de comercio de tulipanes, y estuvo en el epicentro durante la tulipomanía, cuando se pagaban precios escandalosos por los tulipanes bulbos. Desde el momento en que se abrió el canal Leiden-Haarlem Leidsevaart en 1656, se hizo popular viajar de Róterdam a Ámsterdam en barco de pasajeros en lugar de autocar. Los canales se cavaron solo para el servicio de pasajeros y eran cómodos aunque lentos. El camino de sirga llevó a estos pasajeros a través de los campos de bulbos al sur de Haarlem.
Haarlem fue una escala importante para los pasajeros desde la última mitad del siglo XVII y durante el siglo XVIII hasta la construcción de las primeras vías férreas a lo largo de las rutas de los antiguos sistemas de canales de pasajeros. A medida que Haarlem se expandía lentamente hacia el sur, también lo hacían los campos de bulbos, e incluso hoy en día los viajeros de tren entre Róterdam y Ámsterdam verán hermosos campos de bulbos en flor en el tramo entre Leiden y Haarlem en primavera.

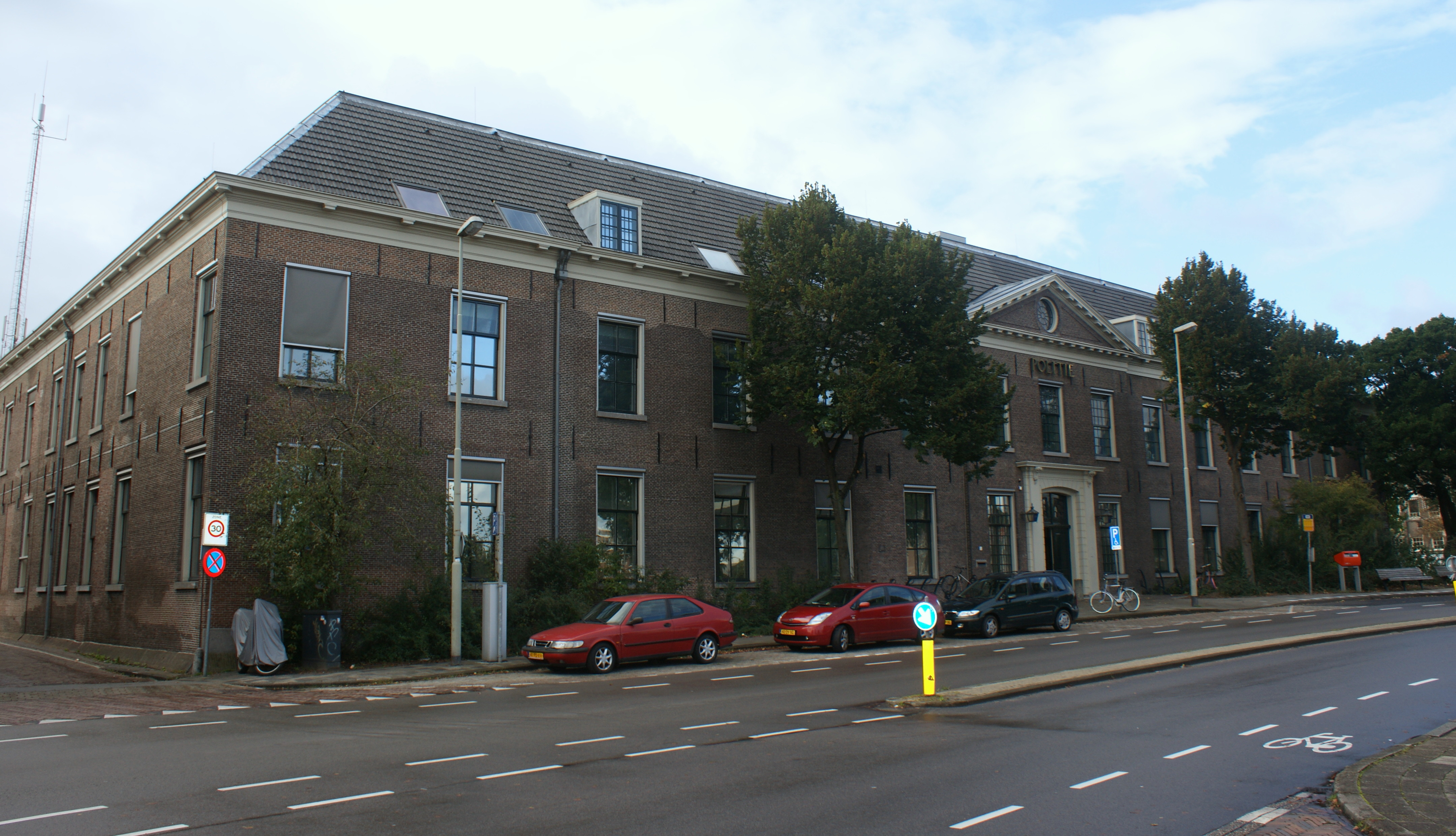
Muchos edificios propiedad del gobierno son sitios del patrimonio nacional, como la sede de la policía local ubicada en Koudenhorn 2. Originalmente construido como el "Diaconie" reformado holandés (casa pobre y orfanato) en 1768, fue construido para albergar hasta 900 personas, indicando el alcance de la crisis económica en Haarlem que resultó de la pérdida del poder de envío a Ámsterdam.

### SigloXVIII

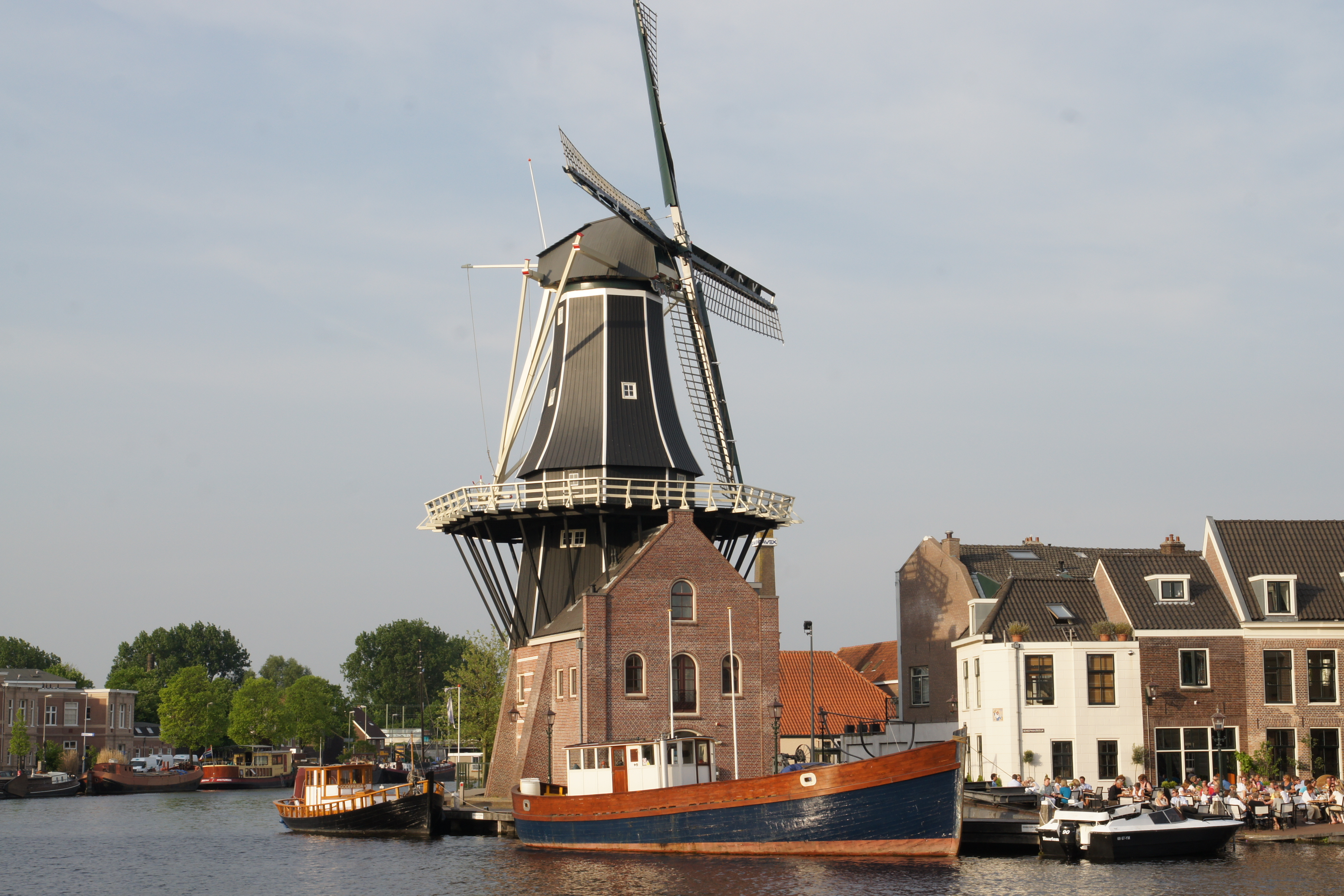
Molino de viento De Adriaan

Como el centro del comercio gravitó hacia Ámsterdam, Haarlem decayó en el siglo XVIII. La edad de oro había creado una gran clase media alta de comerciantes y propietarios de pequeñas empresas acomodadas. Aprovechando la confiabilidad de la conexión trekschuit entre Ámsterdam y Haarlem, muchas personas tenían una dirección comercial en Ámsterdam y una casa de fin de semana o de verano en Haarlem.
Haarlem se convirtió cada vez más en una comunidad dormitorio a medida que la población cada vez más densa de Ámsterdam hacía que los canales olieran mal en verano. Muchos caballeros adinerados trasladaron a sus familias a casas de verano en la primavera y viajaron entre ambas direcciones. Los lugares populares para las casas de verano se encontraban a lo largo del Spaarne en el sur de Haarlem. Pieter Teyler van der Hulst y Henry Hope construyeron casas de verano allí, así como muchos comerciantes y concejales de Ámsterdam. Hoy en día, todavía es posible viajar en barco por el Spaarne y esto se ha convertido en una forma popular de turismo en los meses de verano. En el siglo XVIII, Haarlem se convirtió en la sede de una sufragánea diócesis de la antigua iglesia católica de los Países Bajos (antigua iglesia católica de Utrecht).

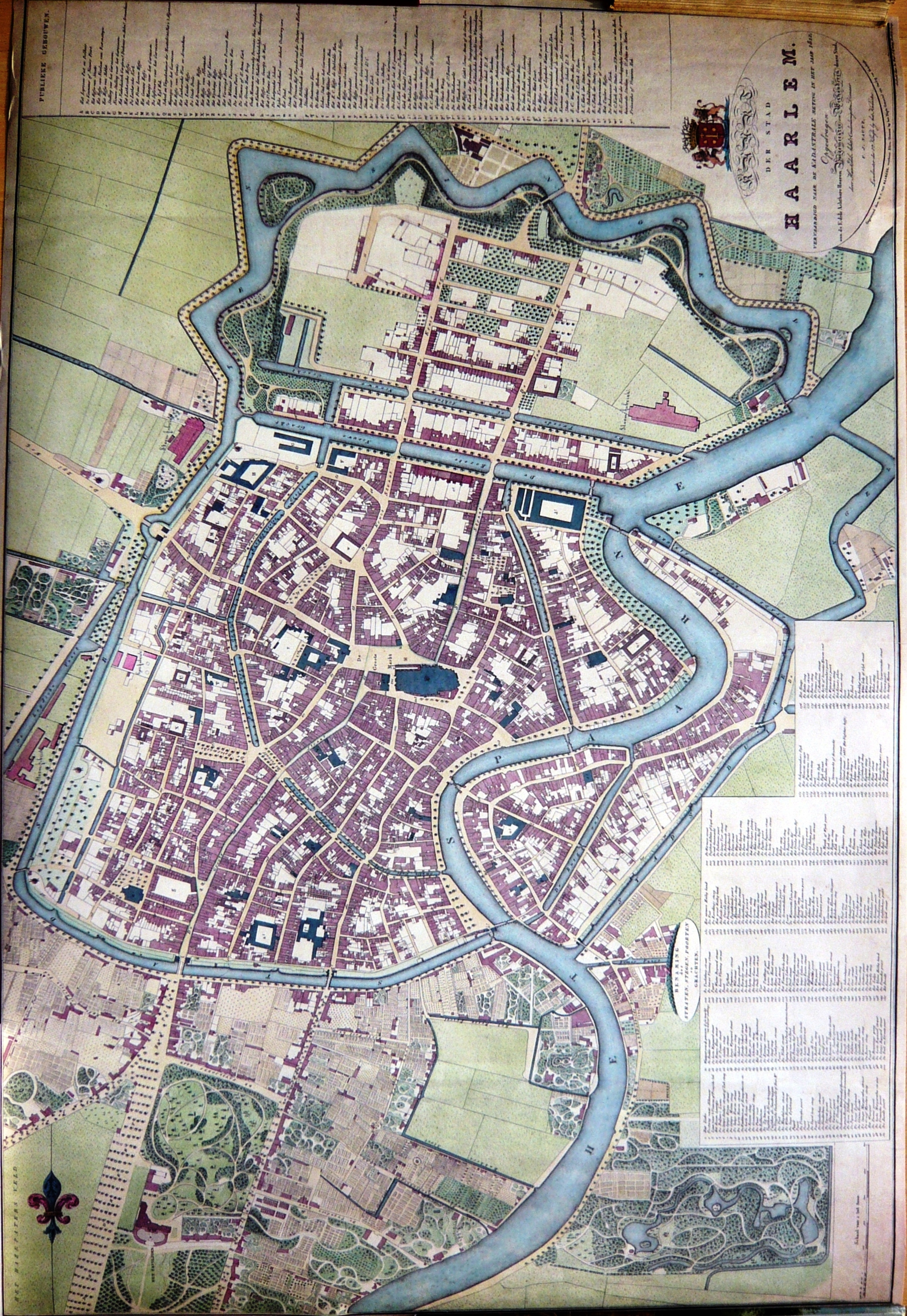
Un mapa de Haarlem en 1827. Las murallas de la ciudad han sido derribadas para usarlas como materiales de construcción para la expansión de la ciudad.

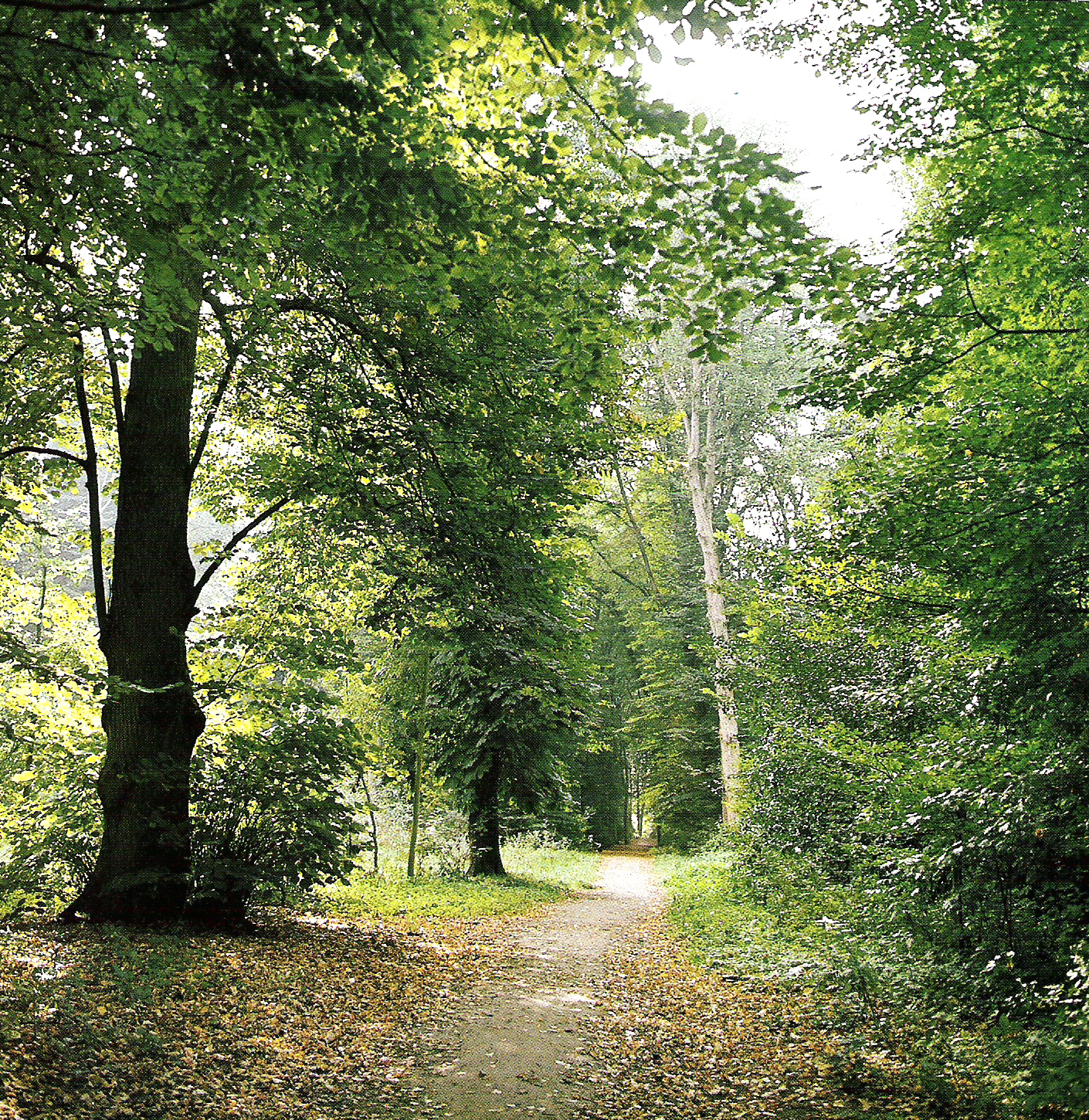
The Haarlemmerhout in Haarlem es el parque más antiguo diseñado para el acceso público en los Países Bajos. Se dice que el ejército de Napoleón talló sus iniciales en estos árboles.

La Villa Welgelegen, construida en el, es la actual casa de gobierno de la provincia de Holanda del Norte.

### Gobierno francés
A finales del siglo XVIII se fundaron varias comisiones anti-Orange. El 18 de enero de 1795, el ejército "Staatse" fue derrotado cerca de Woerden. Durante la noche anterior al 19, la misma noche en que el estatúder Guillermo V de Orange huyó del país, las diversas comisiones se reunieron e implementaron una revolución. Las comisiones cambiaron a los administradores de la ciudad en una revolución incruenta y, a la mañana siguiente, la ciudad fue "liberada" de la tiranía de la Casa de Orange. La revolución fue pacífica y el pueblo leal a Orange no sufrió daños. Entonces se proclamó la República de Batavia.
El ejército francés entró en la ciudad liberada dos días después, el 20 de enero. Los ciudadanos proporcionaron comida y ropa a un ejército de 1.500 soldados. El nuevo gobierno nacional estaba fuertemente centralizado y el papel y la influencia de las ciudades se redujeron. La República de Batavia había firmado un pacto de defensa mutua con Francia y, por lo tanto, estaba automáticamente en guerra con Inglaterra. La fuerte presencia inglesa en el mar redujo severamente las oportunidades comerciales y la economía holandesa sufrió en consecuencia.

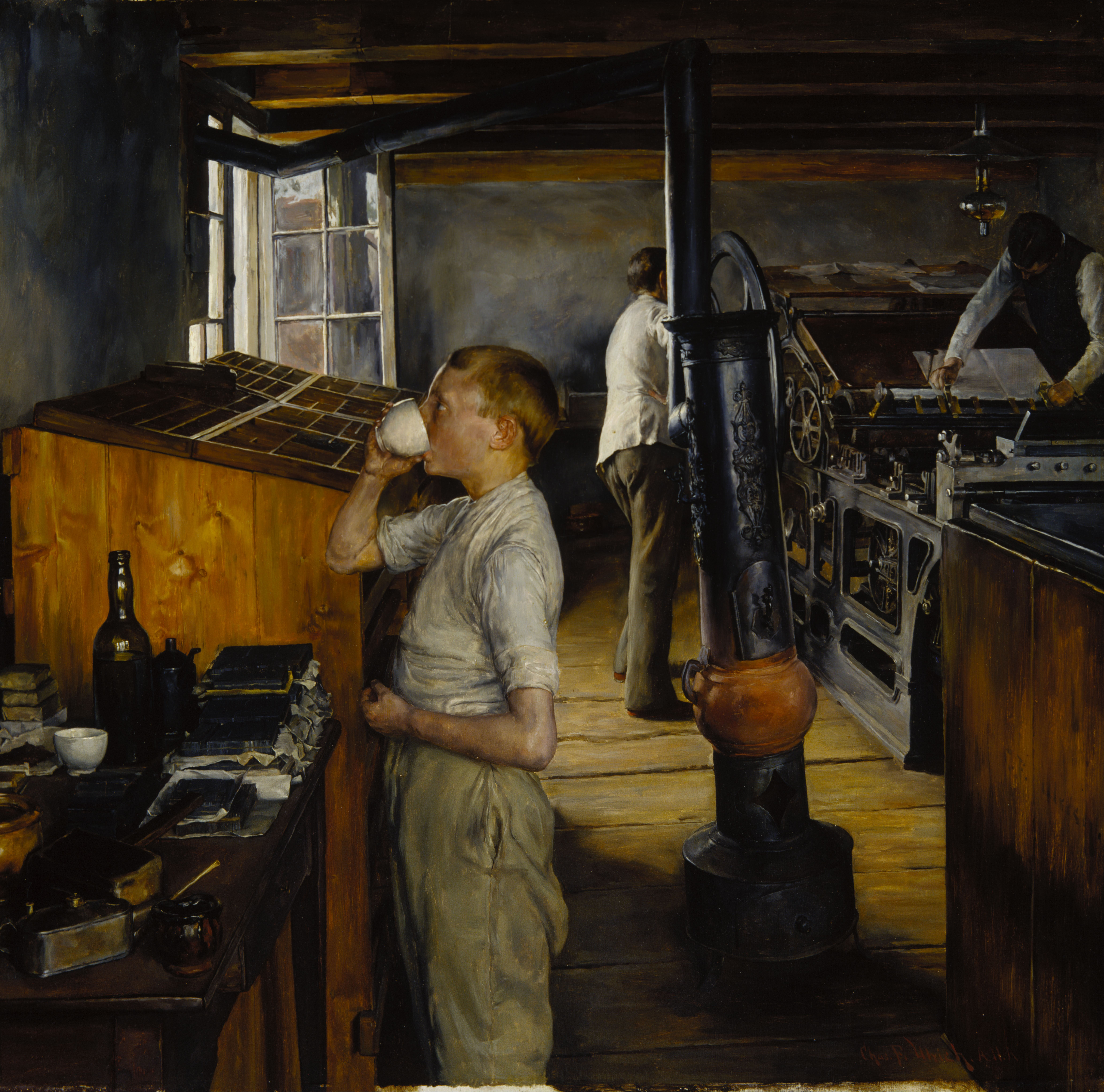
Un tipógrafo en el Joh. Imprenta Enschedé (anteriormente ubicada detrás de la St. Bavochurch) en 1884, del artista estadounidense Charles Frederic Ulrich

### SigloXIX
La industria textil, que siempre había sido un pilar importante de la economía de Haarlem, estaba en malas condiciones a principios del siglo XIX. La fuerte competencia internacional y los revolucionarios nuevos métodos de producción basados en máquinas de vapor que ya se usaban en Inglaterra, asestaron un duro golpe a la industria de Haarlem. En 1815 la población de la ciudad era de unas 17.000 personas, un gran porcentaje de las cuales eran pobres. La fundación del Reino Unido de los Países Bajos en ese año dio esperanza a muchos, que creían que bajo un nuevo gobierno la economía se recuperaría y que las actividades económicas orientadas a la exportación, como la industria textil, se recuperarían.
A principios del siglo XIX, los muros de defensa habían perdido su función y el arquitecto Zocher Jr. planeó un parque en el lugar de la antigua línea de defensa. Se demolieron las murallas y puertas de la ciudad y se reutilizaron los ladrillos para la construcción de viviendas y fábricas para los trabajadores. Haarlem se convirtió en la capital provincial de la provincia de Holanda Septentrional a principios del siglo XIX.
A mediados del siglo XIX, la economía de la ciudad comenzó a mejorar lentamente. Se abrieron nuevas fábricas y Thomas Wilson, Guillaume Jean Poelman, J.B.T. Previnaire, J.J. Beijnes, Hendrik Figee, Gerardus Johannes Droste y G.P.J. Beccari.

#### Molinos de algodón

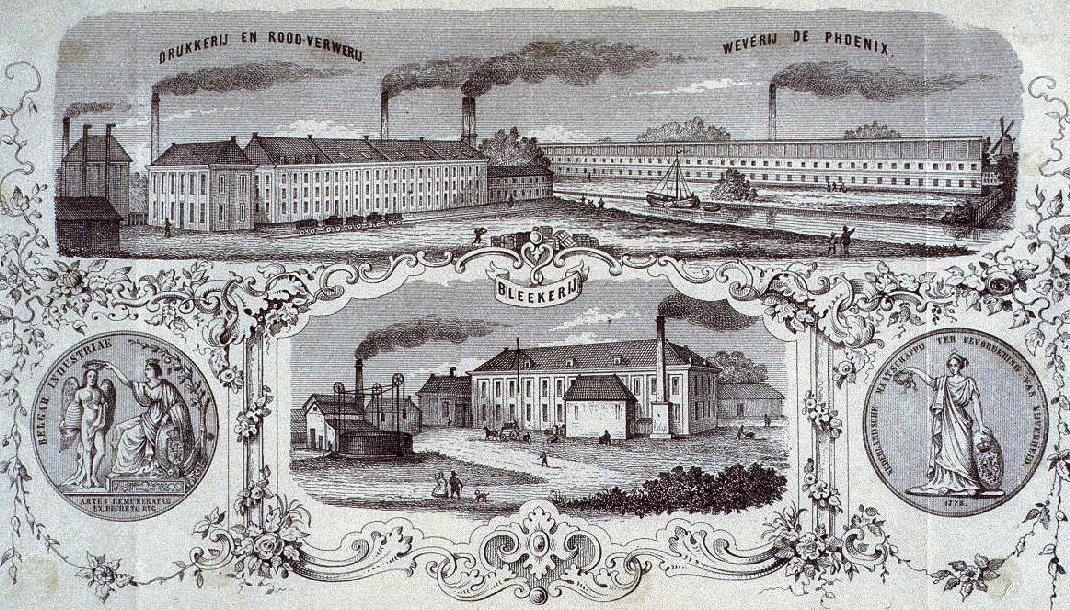
Molinos de algodón en Haarlem en el

La Nederlandsche Handel-Maatschappij (NHM o Compañía Comercial Holandesa) fue fundada por el Rey Willem I para crear oportunidades de empleo. Como una de las ciudades en la parte occidental de los Países Bajos con la peor situación económica, se crearon tres fábricas de algodón en Haarlem bajo el programa NHM en la década de 1830. Estos fueron dirigidos por expertos del sur de los Países Bajos, a quienes el NHM consideró mejores en tejido mecánico a través de la experiencia local de Lieven Bauwens.
Los afortunados ganadores del contrato fueron Thomas Wilson, cuya fábrica estaba situada al norte de lo que hoy es Wilsonplein, Guillaume Jean Poelman, que tenía negocios con su sobrino Charles Vervaecke de Gante y tenía una fábrica en lo que hoy es Phoenixstraat, y Jean Baptiste Theodore Prévinaire, que tenía una fábrica en Garenkokerskade y cuyo hijo Marie Prosper Theodore Prévinaire creó el Haarlemsche Katoenmaatschappij en 1875.
Estas fábricas de algodón producían bienes para la exportación, y debido a que el gobierno holandés aplicaba fuertes impuestos a los productores de algodón extranjeros, este era un negocio rentable para las fábricas de NHM, especialmente para la exportación a las Indias Orientales Neerlandesas. El programa comenzó en la década de 1830 e inicialmente tuvo éxito, pero después de 1839, cuando Bélgica se separó del Reino Unido de los Países Bajos, se eliminaron las medidas proteccionistas para el mercado holandés de las Indias Orientales y el negocio comenzó a tambalearse. Cuando la guerra civil estadounidense redujo significativamente la importación de algodón crudo después de 1863, el negocio se agrió. Solo Prévinaire pudo sobrevivir a través de la especialización con su tinte "Turkish Red". El "toile Adrinople" de Prévinaire era popular. El hijo de Prévinaire pasó a crear el Haarlemsche Katoenmaatschappij, que hizo una especie de tela de imitación batik llamada La Javanaise que se hizo popular en el Congo Belga.

#### Tren y tranvía

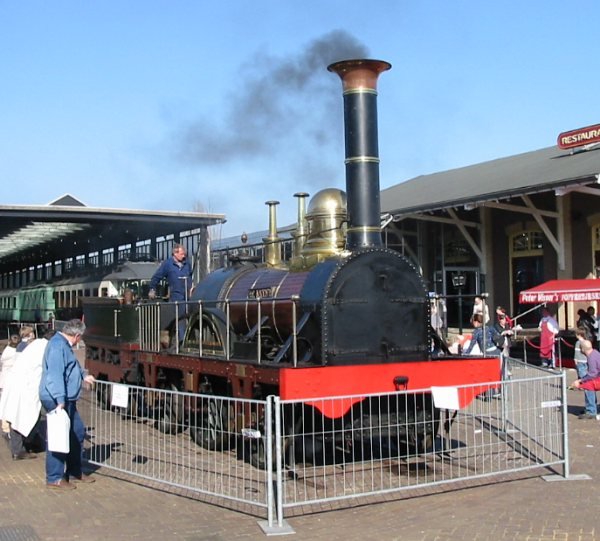
Una réplica de la Arend, una de las dos locomotoras construidas por R. B. Longridge and Company para la línea ferroviaria Haarlem-Ámsterdam en la década de 1830.

En Inglaterra en 1804, Richard Trevithick diseñó la primera locomotora. El gobierno de los Países Bajos tardó relativamente en ponerse al día, aunque el rey temía la competencia de la Bélgica recién establecida si construían un ferrocarril entre Amberes y otras ciudades. El parlamento holandés se opuso al alto nivel de inversión necesario, pero un grupo de inversores privados inició el Hollandsche IJzeren Spoorweg-Maatschappij el 1 de junio de 1836.
Se necesitaron tres años para construir la primera vía del ferrocarril, entre Haarlem y Ámsterdam a lo largo del antiguo canal de remolque llamado Haarlemmertrekvaart. El suelo allí estaba húmedo y fangoso. El 20 de septiembre de 1839, comenzó el primer servicio de tren en los Países Bajos. El tren tenía una velocidad de aproximadamente 40 km/h (25 mph). El servicio de trenes le dio a la empresa Beijnes, e indirectamente a toda la economía de Haarlem, un fuerte impulso, y los efectos de esto se pueden ver en la estación de tren de Haarlem, ahora un rijksmonument. En lugar de más de dos horas, Ámsterdam estaba ahora a solo 30 minutos.
El antiguo servicio de pasajeros de trekschuit a lo largo de Haarlemmertrekvaart quedó rápidamente fuera de servicio en favor del servicio de trenes, que era más rápido y confiable. En 1878, un tranvía de caballos hecho en Beijnes comenzó a transportar pasajeros desde la estación de tren hasta el Haarlemmerhout parque arbolado, y en 1894, se fundó el Eerste Nederlandsche Electrische Tram Maatschappij (ENET) con coches construidos por Beijnes y se convirtieron en el primer tranvía eléctrico holandés, que funcionó en Haarlem desde 1899 en adelante.

#### Gestión del agua
Aunque el antiguo trekvaart está cerrado al tráfico marítimo hoy, gracias a estos primeros desarrollos ferroviarios, todavía es posible viajar en barco desde Ámsterdam a Haarlem, a través del ringvaart o el canal del Mar del Norte. La navegación de recreo en verano se ha convertido en una importante atracción turística de Haarlem, aunque no es posible recorrer todos los canales antiguos como en Ámsterdam. La creación de nuevas tierras en el Haarlemmermeer a partir de 1852 significó que la ciudad ya no podía refrescar el agua en sus canales usando el río Spaarne. El aumento de la industria empeoró aún más la calidad del agua, y en 1859 el Oude Gracht, un canal de la ciudad, apestaba tanto en el verano que se rellenó para crear una nueva calle llamada Gedempte Oude Gracht.

#### Bordes en expansión
A partir de 1879, la población de la ciudad casi se duplicó en treinta años, de 36.976 a 69.410 en 1909. No solo creció la población, sino que la ciudad también se expandió rápidamente. El distrito de Leidsebuurt se incorporó a Haarlem en la década de 1880. Una pequeña parte del municipio (ahora desaparecido) de Schoten (Schoten, Países Bajos) se incorporó en 1884 porque el consejo de Haarlem quería tener el hospital (Het Dolhuys) dentro de los límites municipales. Este hospital estaba situado en "het bolwerk" en el territorio de Schoten.

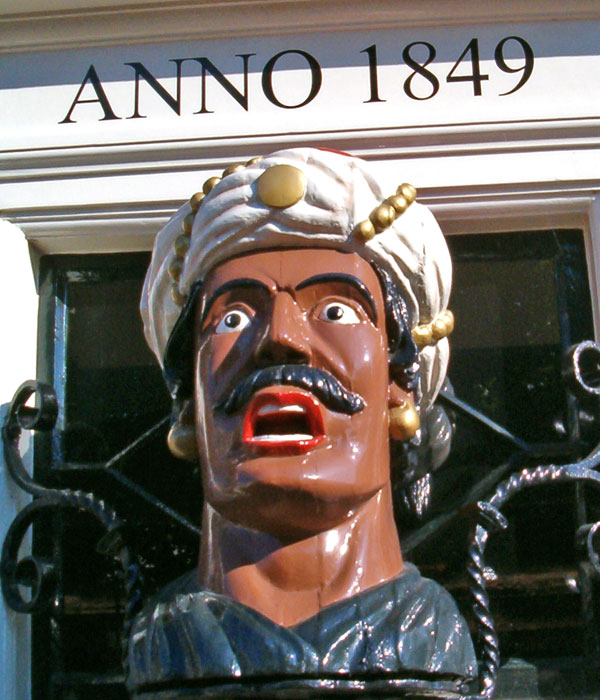
Este Gaper está ubicado en el frente de "Van der Pigge", una farmacia que se negó a mudarse por Vroom & Dreesmann nuevos grandes almacenes en 1932.

### Principios delsigloXX
A principios del siglo XX la ciudad se expandió hacia el norte. Ya en 1905, el municipio de Haarlem presentó un plan oficial para la expansión. Sin embargo, los municipios aledaños no se pusieron de acuerdo y se necesitarían 25 años para llegar a un acuerdo. El 1 de mayo de 1927, el municipio de Schoten se convirtió en parte de Haarlem, así como en parte de Spaarndam, Bloemendaal y Heemstede. La población aumentó de golpe con 31.184 ciudadanos.
En 1908, se abrió una estación de tren renovada. La estación se elevó, por lo que el tráfico en la ciudad ya no se vio obstaculizado por los cruces ferroviarios. En 1911, Anthony Fokker mostró su avión, de Spin a la audiencia en Haarlem volando alrededor de iglesia de San Bavón (Sint-Bavokerk) el Día de la Reina.
Más tarde, la expansión de la ciudad fue hacia el sur (Schalkwijk) y hacia el este (Waarderpolder). En 1932, Vroom & Dreesmann, un minorista holandés construyó una tienda por departamentos en Verwulft. Se demolieron muchos edificios, excepto una pequeña farmacia en la esquina, "Van der Pigge", que se negó a ser comprada y que ahora está encapsulada por el edificio V&D. Por lo tanto, los lugareños también los llaman 'David y Goliat'.

### Haarlem en la Segunda Guerra Mundial

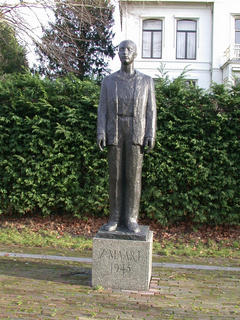
"Hombre frente a un pelotón de fusilamiento", memorial de Mari Andriessen para conmemorar a 15 víctimas inocentes elegidas al azar que fueron baleadas allí por las fuerzas de ocupación alemanas el 7 de marzo de 1945, Dreef, Haarlem

Del 17 al 21 de septiembre de 1944, los alemanes evacuaron partes de Haarlem-Noord (al norte de Jan Gijzenvaart) para dejar lugar a una línea defensiva. El estadio del HFC Haarlem, el club de fútbol, fue demolido. Cientos de personas tuvieron que abandonar sus hogares y se vieron obligadas a quedarse con otros ciudadanos.
Desde el 22 de septiembre de 1944 hasta el final de la guerra, solo había gas disponible dos horas al día. La electricidad se detuvo el 9 de octubre. Los ocupantes alemanes construyeron un muro grueso y negro a través de Haarlemmerhout (en el sur de la ciudad), así como en Jan Gijzenvaart en el área evacuada. El muro se llamaba Mauer-muur y estaba destinado a ayudar a defender la ciudad.
En febrero de 1944 la familia de Corrie ten Boom fue arrestada por los nazis; habían estado escondiendo judíos y trabajadores de la resistencia holandesa del ocupante alemán durante toda la guerra.
Durante la Segunda Guerra Mundial, la heroína holandesa Hannie Schaft, que trabajaba para un grupo de resistencia holandés; fue capturada y ejecutada por la ocupación alemana justo antes del final de la guerra en 1945. A pesar de sus esfuerzos y los de sus colegas y familias privadas como el Ten Booms, la mayoría de los judíos de Haarlem fueron deportados, los La sinagoga de Haarlem fue demolida y el hospital judío fue anexado por St. Elisabeth Gasthuis. Varias familias de Haarlem, ya sea que fueran políticamente activas en el NSB o no, sufrieron ataques aleatorios, como describió el escritor de Haarlem Harry Mulisch en su libro De Aanslag. Los Haarlemmers sobrevivieron durante el Invierno del Hambre comiendo bulbos de tulipanes almacenados en cobertizos en los campos arenosos alrededor de la ciudad.

### Después de la Segunda Guerra Mundial
Después de la guerra, gran parte de la gran industria se mudó fuera de la ciudad, como la empresa de impresión de billetes de Joh. Enschedé. El centro de la industria y el transporte marítimo se había desplazado definitivamente hacia Ámsterdam. Aunque la población había sido diezmada por el hambre, una nueva ola de inmigrantes llegó a la ciudad desde las antiguas colonias de Indonesia. Esto trajo algunos fondos gubernamentales para proyectos de construcción. En 1963 se construyó una gran cantidad de casas en Schalkwijk.

## Demografía
| Gráfica de evolución de Haarlem entre 1398 y 2020 |
|                                                   |

Centraal Bureau voor de Statistiek (CBS) 

## Economía

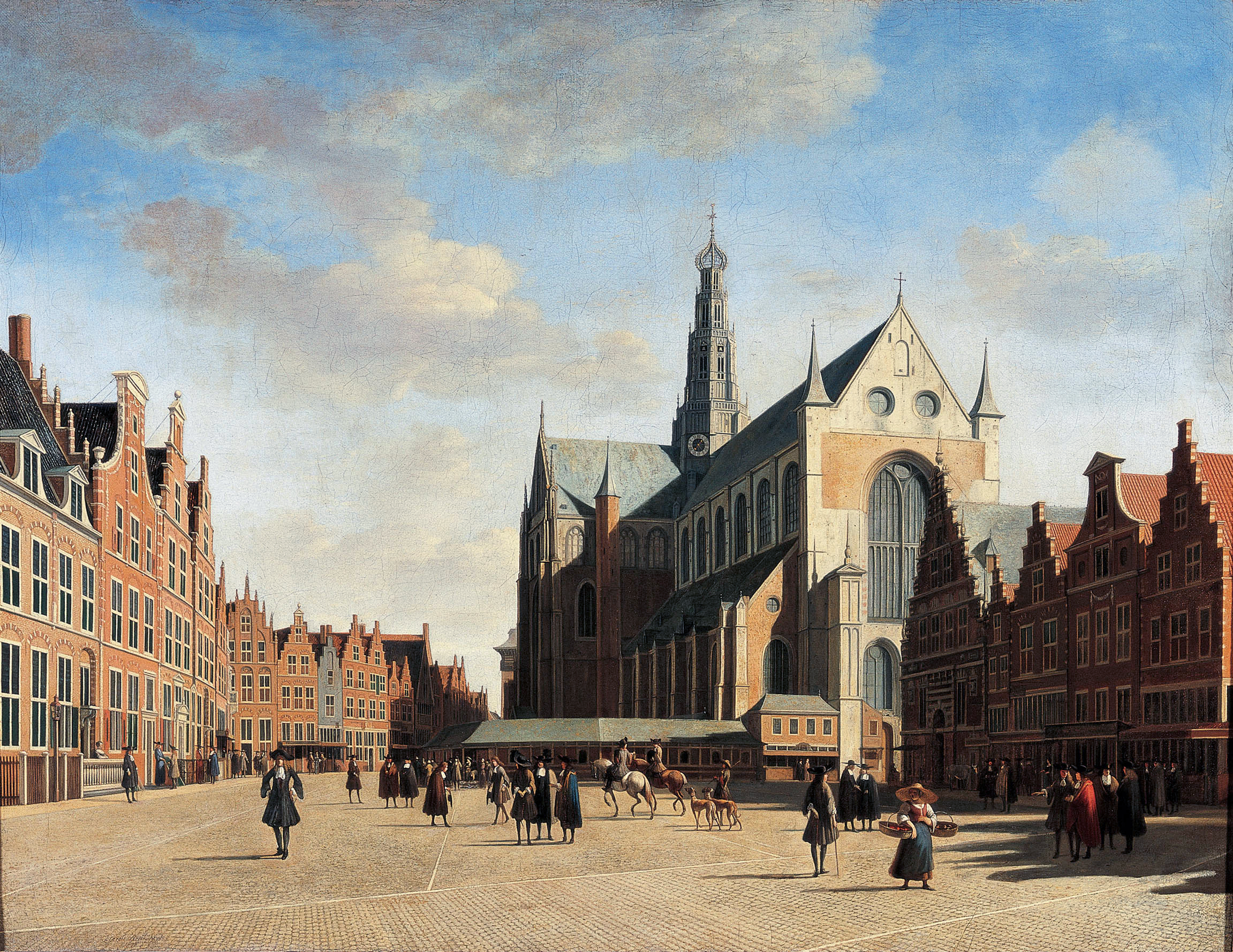
Haarlem en el.

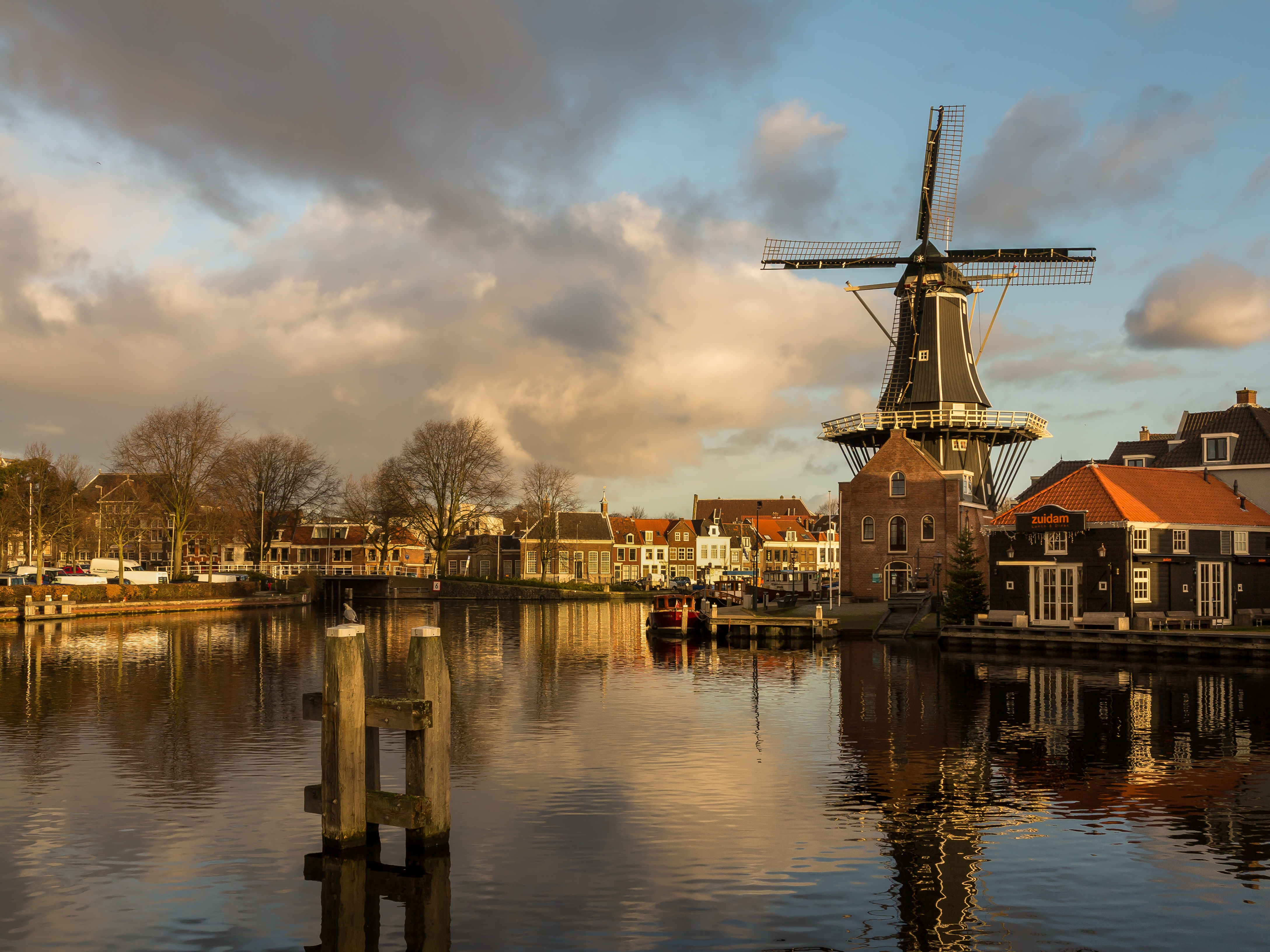
Molino de viento De Adriaan en Haarlem.

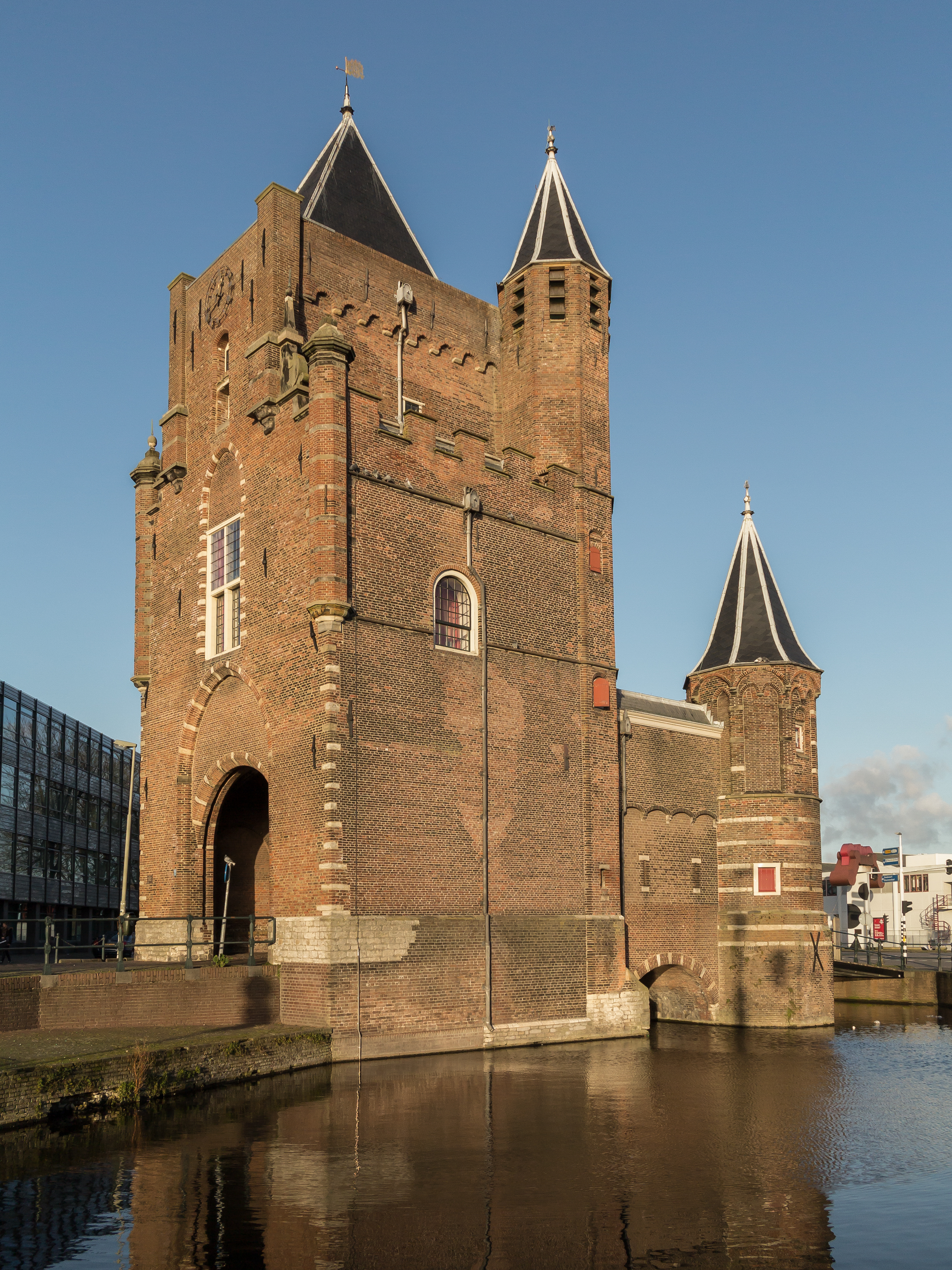
Puerta de Ámsterdam

La economía de esta ciudad neerlandesa se centra en la industria floral (tulipanes), cervecera, textil y chocolatera.

## Religión

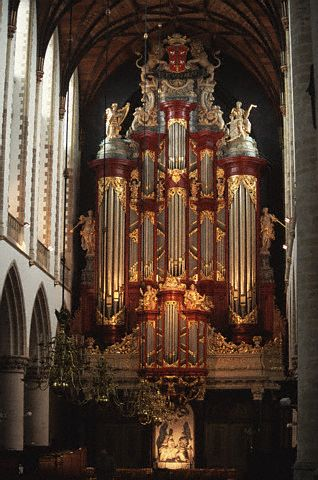
Órgano de tubos en la iglesia de San Bavón (Sint-Bavokerk) de Haarlem. Mozart una vez tocó este órgano.

Haarlem ha tenido una iglesia parroquial cristiana desde el siglo IX. Esta primera iglesia era una "iglesia hija" de Velsen, que a su vez fue fundada en 695 por St. Willibrord. Era una iglesia de madera en el sitio de la actual Grote Kerk en la Grote Markt (plaza del mercado central). Haarlem recibió su primera indulgencia conocida por Clement V en 1309, durante el Papado de Aviñón. En 1245, Haarlem recibió los derechos de ciudad como resultado del crecimiento de la población y se amplió la iglesia. Más tarde, después de los incendios de 1347 y 1351, a Haarlem se le concedió de nuevo una Porciuncula indulgencia en 1397 para financiar la reconstrucción de la iglesia. Esta indulgencia se usaría una y otra vez a lo largo de los siglos para financiar actividades de expansión y restauración.
Haber obtenido los derechos papales de Aviñón fue quizás la razón por la que los lazos con Roma nunca fueron muy fuertes en Haarlem, ya que el edificio más comúnmente llamado "Catedral" en el centro de la ciudad solo tuvo una cátedra durante 19 años, de 1559 a 1578. Esta iglesia de San Bavón (Sint-Bavokerk) era originalmente una iglesia parroquial dedicada a María, pero más tarde recibió el nombre del santo patrón de Haarlem, san Bavón, que descendió del cielo con regularidad para liberar a los Haarlemmers de los invasores, más recientemente cuando los Kennemers y West-Friesian atacaron en 1274. Supuestamente, así es como se originó el grito de guerra de Haarlem "«Sint Bavo voor Haarlem», que se utilizó durante el asedio contra los españoles en 1572 que finalmente resultó en una cátedra subterránea llamada Sint Josephstatie, en Goudsmitsplein.

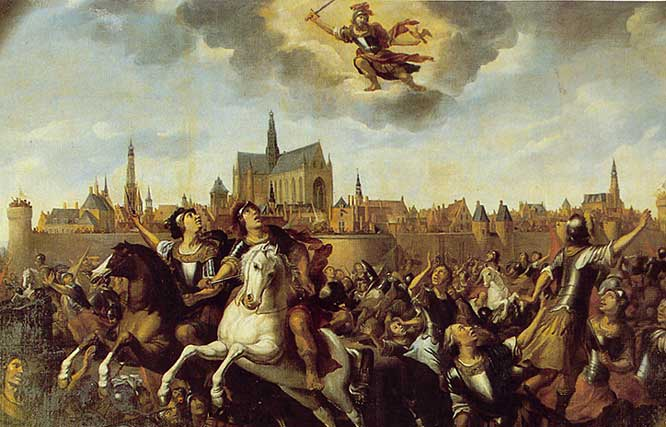
San Bavón salva a Haarlem de los Kennemers. Fechada en 1673 pero con leyenda de 1274. Al fondo se puede ver la iglesia de San Bavón (Sint-Bavokerk o Grote Kerk).

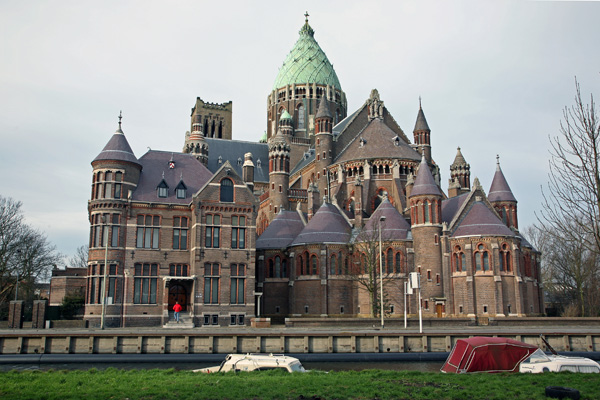
Catedral de San Bavón

La parroquia católica de Haarlem se convirtió en una diócesis en 1559 (Dioecesis Harlemensis) y el primer obispo de Haarlem fue Nicolaas van Nieuwland (nacido en 1510). Aceptó el cargo el 6 de noviembre de 1561. En 1569, el duque de Alba le aconsejó dimitir debido a su reputación de bebedor (Dronken Klaasje). Tenía una buena razón para ahogar sus penas, porque temía a los invasores católicos españoles tanto como a los reformadores nativos holandeses. La Grote Kerk se salvó inicialmente de la iconoclasia, porque el alcalde de la ciudad ordenó el cierre de la iglesia durante varios meses en 1566. Eso dio a los diversos grupos de Haarlem el tiempo para retirar silenciosamente muchos de los tesoros de la iglesia y esconderlos. con seguridad en capillas subterráneas. Todos los símbolos y estatuas vinculados a la fe católica fueron retirados de la catedral. Dado que muchos grupos ya tenían sus propias capillas en Grote Kerk, esto se llevó a cabo de manera ordenada. Sin embargo, después de que se perdió el asedio de Haarlem, el ejército español restauró la iconografía católica. Los gremios tuvieron que restaurar sus antiguos altares, a un gran costo. Dado que Haarlem era bastante pobre después del asedio, esto llevó a que muchas de las capillas y otras iglesias católicas fueran abandonadas y utilizadas para otros fines. El Bakenesserkerk, donde 1500 soldados fueron retenidos antes de ser asesinados por los españoles después de su victoria, se utilizó para almacenar césped durante cincuenta años.
Van Nieuwland fue sucedido por Godfried van Mierlo, quien fue el último obispo en comunión con Roma que Haarlem conocería durante 300 años. En 1578, después de que los españoles fueran derrotados, la iglesia fue atacada el día del Sacramento (29 de mayo), esta vez por soldados del Guillermo el Silencioso, príncipe de Orange. Uno de los sacerdotes fue asesinado y muchos objetos en la iglesia fueron destruidos. Este evento, llamado Mediodía de Haarlemse, obligó al obispo a huir de la ciudad. Muchos tesoros aún estaban seguros a 500 metros de distancia en la iglesia católica subterránea. El ayuntamiento confiscó Sint Bavo Kerk y todas sus iglesias hijas, y luego las convirtió según los principios de la Iglesia reformada evangélica. El nombre nuevo (y actual) se convirtió en Grote Kerk. Los viejos católicos y los luteranos, aunque tolerados oficialmente, pasaron a la clandestinidad. Tanto los protestantes como los católicos sintieron que cuando todos los disturbios políticos se calmaran, los católicos podrían recuperar el control de "su" iglesia. Sin embargo, los protestantes holandeses también habían sacado a todos los católicos del gobierno local y temían tener que pagar daños a los católicos si se les permitía tener sus propias iglesias nuevamente. En todos los Países Bajos, se subvencionaron nuevas iglesias católicas, llamadas "iglesias Waterboard", por su similitud con las estaciones de bombeo Waterboard (fueron diseñadas por el mismo arquitecto en estilo neoclásico), y en Haarlem, construyeron la iglesia de St. Joseph en Jansstraat en 1841. No fue hasta 1853 que se instaló un nuevo obispo católico en la iglesia de St. Joseph. A medida que esta iglesia creció, se construyó una nueva catedral, nuevamente llamada catedral de San Bavón, en Leidsevaart (canal a Leiden) en 1898. El obispo de Haarlem tiene una residencia formal en el canal Nieuwe Gracht.
También hay un católico antiguo obispo de Haarlem.
Todavía hay una pequeña comunidad judía con su propia sinagoga.
El Museo de Frans Hals, que era el museo municipal de Haarlem, todavía tiene en su colección hoy muchas piezas confiscadas de las iglesias durante el Mediodía de Haarlemse.

### Festivales
Cada año en abril tiene lugar el bloemencorso (desfile de flores). Las carrozas decoradas con flores conducen desde Noordwijk hasta Haarlem, donde se exhiben durante un día. En el mismo mes también se organiza un parque de atracciones en Grote Markt y Zaanenlaan en Haarlem-Noord. También se llevan a cabo otros festivales en Grote Markt, en particular el Haarlem Jazz & More anual (anteriormente conocido como Haarlem Jazzstad), un festival de música y Haarlem Culinair, un evento culinario, así como el Haarlemse Stripdagen bianual (Haarlem cómic días).
Bevrijdingspop es un festival de música para celebrar la liberación holandesa de los nazis después de la Segunda Guerra Mundial. Se lleva a cabo cada año el 5 de mayo, el día en que los Países Bajos fueron liberados en 1945, en el Haarlemmerhout. En el mismo lugar también se celebra cada año el Haarlemmerhoutfestival, que es un festival de música y teatro.

### Deportes

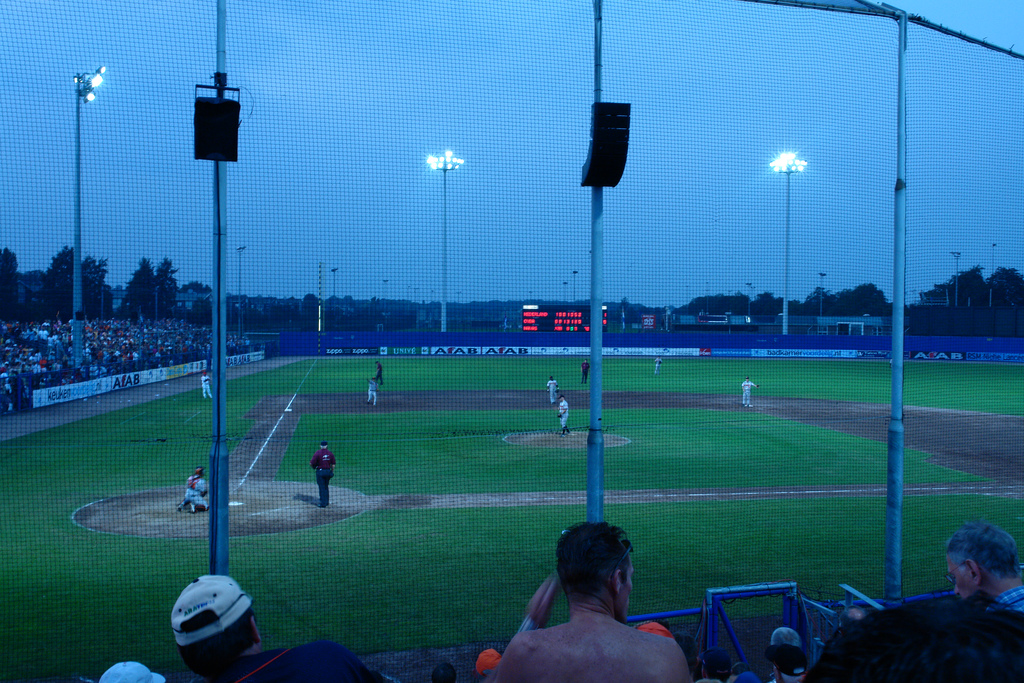
Semana de béisbol de Haarlem 2006 en el Pim Mulier Estadio

Haarlem tiene muchos clubes deportivos diferentes que practican una gran diversidad de deportes.
Hay varios clubes de aficionados fútbol de asociación. Haarlem también tenía un club de fútbol profesional, HFC Haarlem, que quebró en enero de 2010. Otro club de fútbol con sede en Haarlem que todavía existe es Koninklijke HFC (Royal Haarlemsche Football Club). Fue fundado por Pim Mulier en 1879 como el primer club de fútbol de los Países Bajos, lo que lo convierte en el club más antiguo de la historia holandesa.
El club de tenis HLTC Haarlem, fundado en 1884, y la asociación de judo Kenamju, fundada en 1948, son también los clubes holandeses más antiguos en sus deportes. RFC Haarlem es un club de rugby.
Haarlem también es conocida por albergar varios torneos deportivos internacionales: la Haarlemse Honkbalweek (Semana de béisbol de Haarlem), un evento de béisbol que se celebra cada dos años en el estadio Pim Mulier (llamado así por  Pim Mulier), y la Clásico de baloncesto de Haarlem, un evento de baloncesto. Haarlem también fue sede del Campeonato Mundial de Softbol Femenino 2014.
El primer partido internacional de bandy se jugó entre Haarlem y Bury Fen Bandy Club en 1891.

## Monumentos y lugares de interés
La ciudad es famosa por sus muchos hofjes: asilos construidos alrededor de patios. Estos eran principalmente hospicios de fundación privada para ancianas solteras. Hoy en día quedan 19 hofjes en Haarlem; muchos abiertos al público los fines de semana. Muchos hofjes siguen perteneciendo a las fundaciones originales, y aún se usan para mujeres solteras ancianas.

### Museos

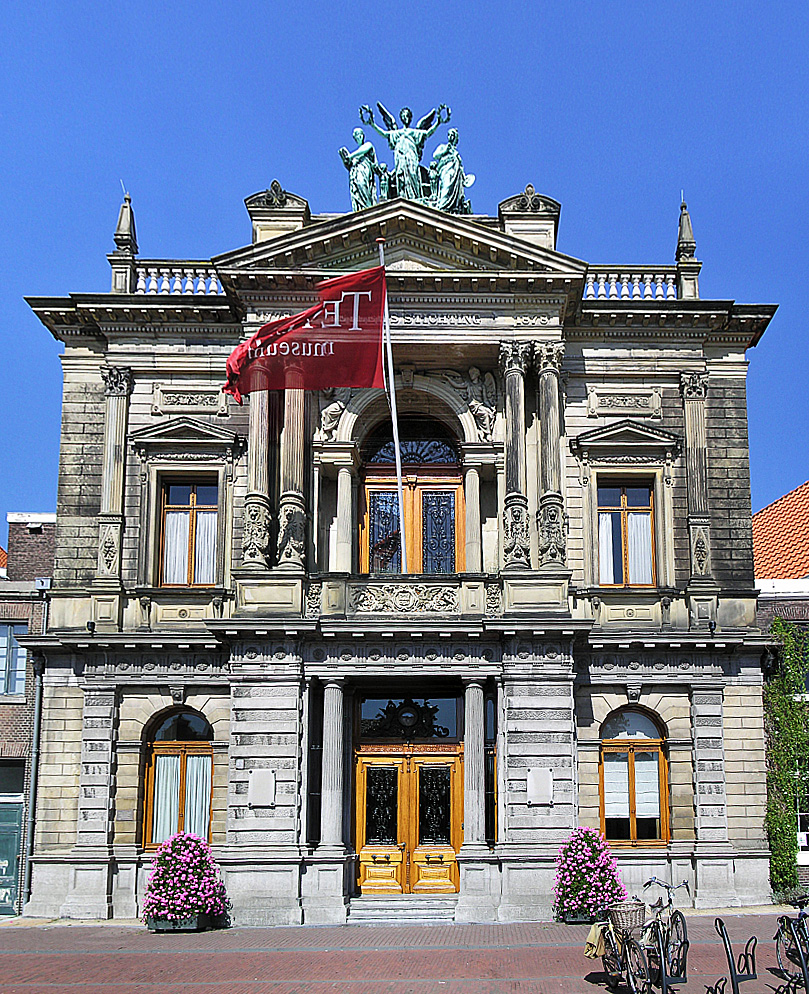
Museo Teylers en Haarlem

Hay varios museo en Haarlem. El Museo Teylers se encuentra en el río Spaarne y es el museo más antiguo de los Países Bajos. Sus temas principales son arte, ciencia e historia natural, y tiene varias obras de Michelangelo y Rembrandt. Otro museo es el Frans Hals Museum de bellas artes, cuya ubicación principal alberga pinturas de maestros holandeses y sus salas de exposiciones en el Grote Markt que alberga una galería de arte moderno llamada De Hallen. También en Grote Markt, en el sótano del Vleeshal se encuentra el Archeologisch Museum Haarlem, mientras que al otro lado de la plaza los sábados, el edificio Hoofdwacht está abierto con exposiciones sobre la historia de Haarlem.
Las principales visitas de interés son dos museos:
- el Museo Teylers (Teylers Museum). Es el museo más antiguo de los Países Bajos. Está dedicado a las artes y las ciencias.
- el Museo Frans Hals (Frans Hals Museum), dedicado a Frans Hals y otros pintores de la Edad de Oro de la pintura neerlandesa.

Otros museos son el Barrel Organ Museum Haarlem, Het Dolhuys (un museo de psiquiatría), el Museo Ten Boom (un refugio para los judíos en la Segunda Guerra Mundial) y el Historisch Museum Haarlem, frente al Museo Frans Hals.

### Teatros

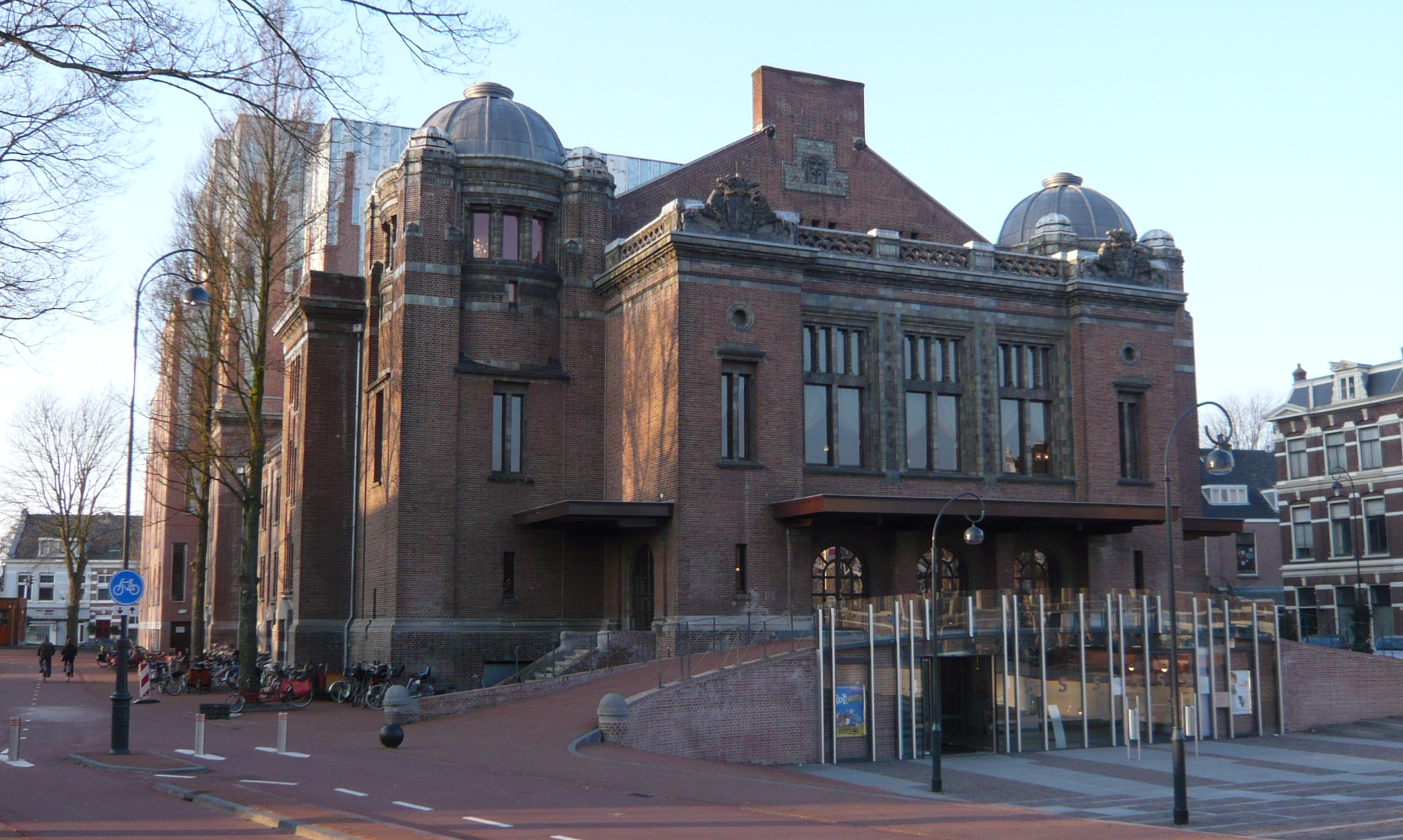
Stadsschouwburg, teatro en Wilsonplein

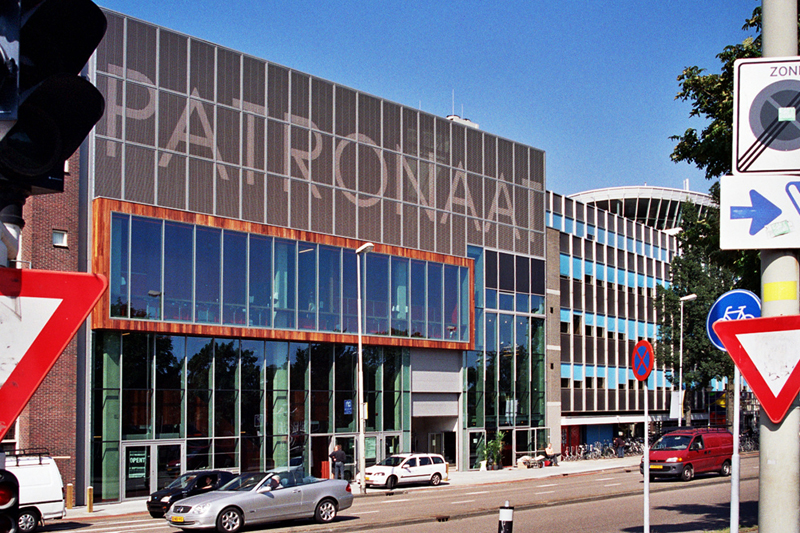
Patronaat sala de música pop

La ciudad contiene varios teatros, un cine y otras atracciones culturales. La Philharmonie es una sala de conciertos en el centro de la ciudad cerca de Grote Markt. Junto a él está el teatro Toneelschuur, que también tiene algunas salas de cine (a menudo denominadas Filmschuur). El Stadsschouwburg en Wilsonsplein reabrió en 2008 después de una importante renovación y tiene capacidad para 698 personas.
El Cinema Palace se estableció en 1915 y fue uno de los cines más antiguos de los Países Bajos. Cerró definitivamente el 15 de enero de 2011.> El cine Brinkmann, ubicado en Grote Markt, cerró el 1 de febrero de 2012. El único cine de Haarlem es  Pathé Haarlem, ubicado en el centro comercial Raaks recién construido. Este cine abrió el 5 de julio de 2011.
El Patronaat es un salón de música pop, uno de los más grandes de su tipo en los Países Bajos. Es un lugar nocturno popular entre muchos de los residentes de la ciudad y otros.
- Plaza Mayor Grote Markt, con -entre otros- el Ayuntamiento, el Vleeshal, el Hoofdwacht y la iglesia de San Bavón (Sint-Bavokerk). Aquí está la estatua de Laurens Janszoon Koster.
- Catedral de San Bavón, en la periferia.

#### Edificios y ubicaciones

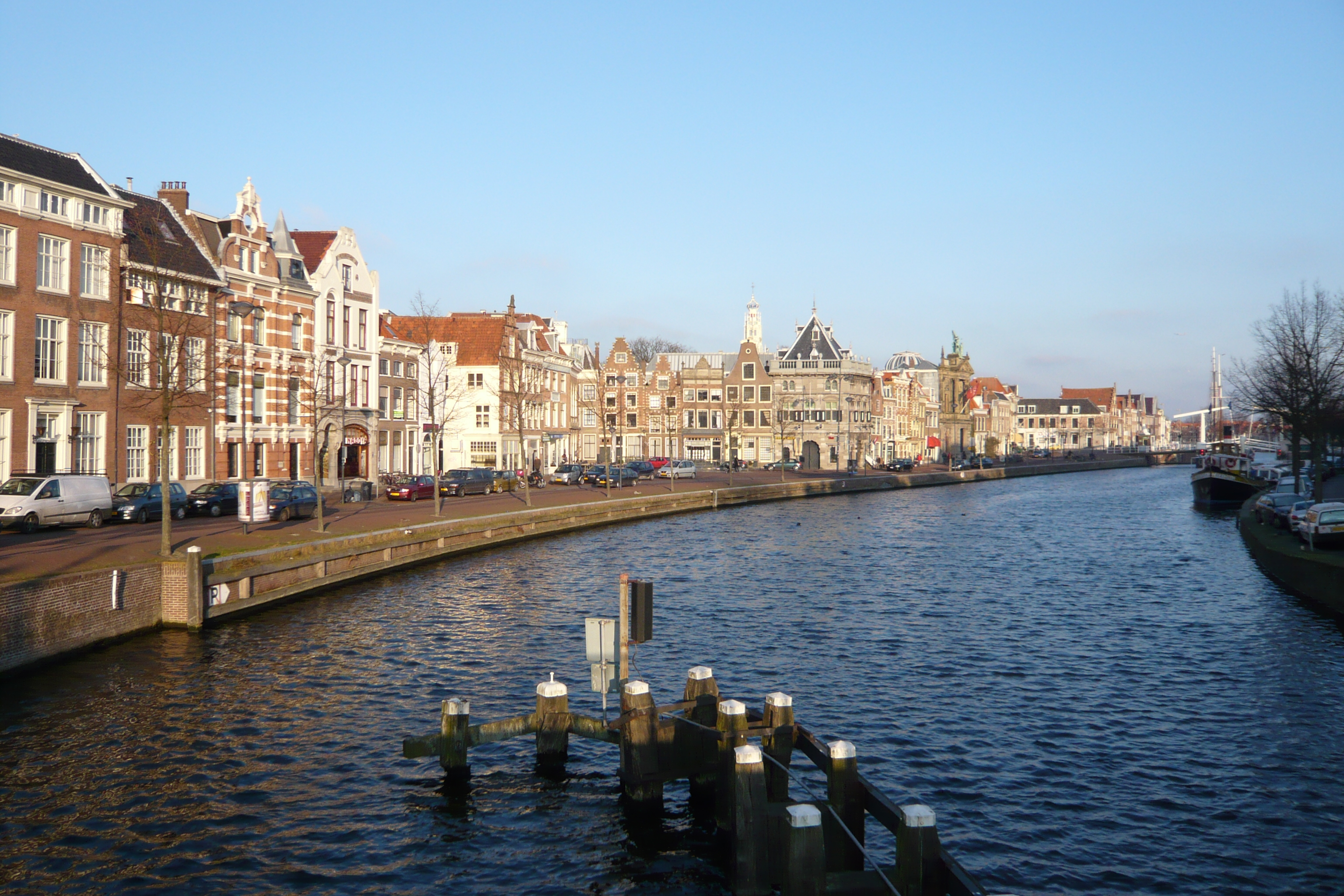
Río Spaarne a través de Haarlem

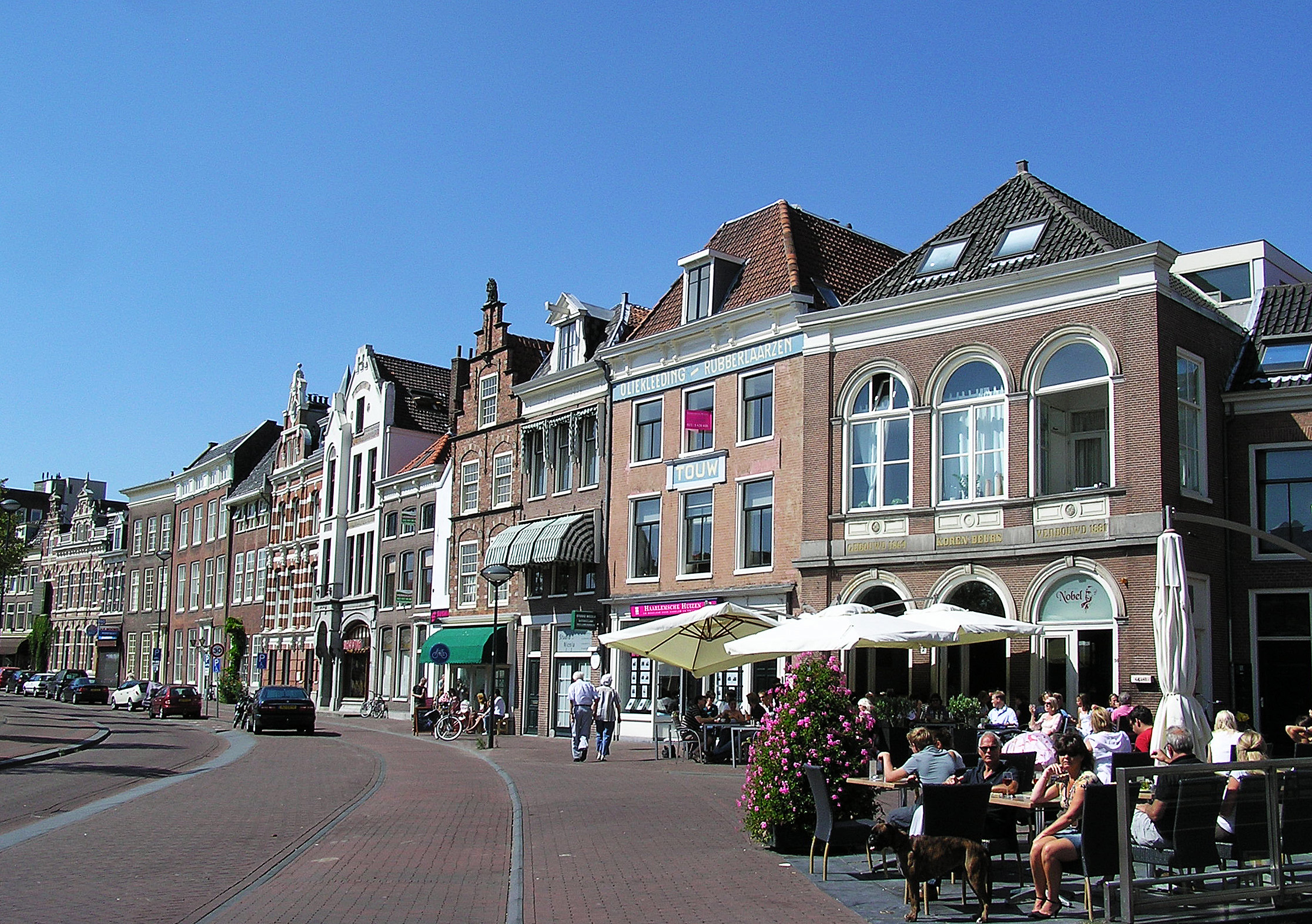
La calle de Donkere Spaarne cerca del río Spaarne

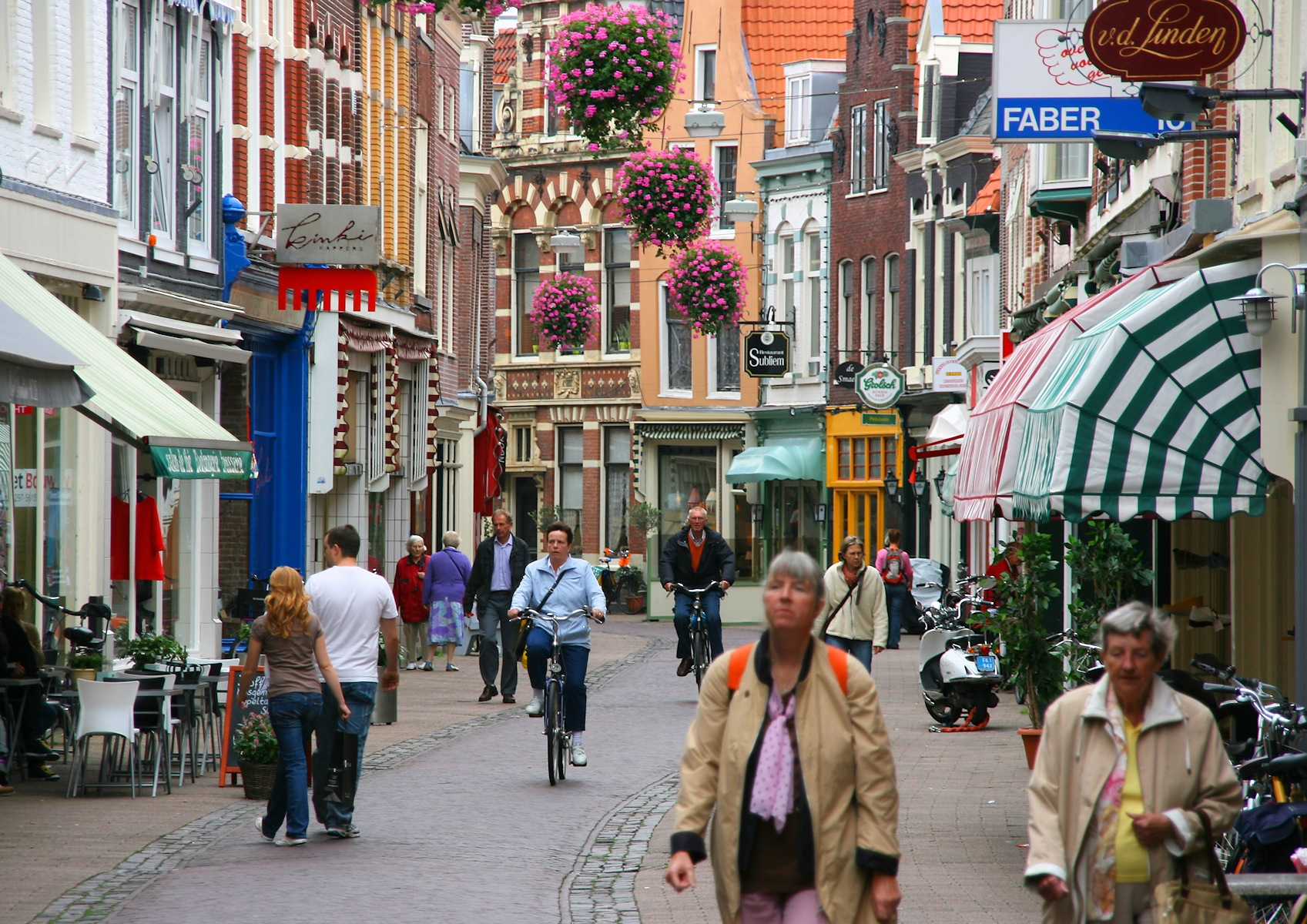
Calle Kleine Houtstraat en verano

Desde el siglo XVIII, Haarlem históricamente ha tenido más museos por habitante que cualquier otra ciudad de los Países Bajos. También tiene el mayor número de "museos desaparecidos" por habitante.

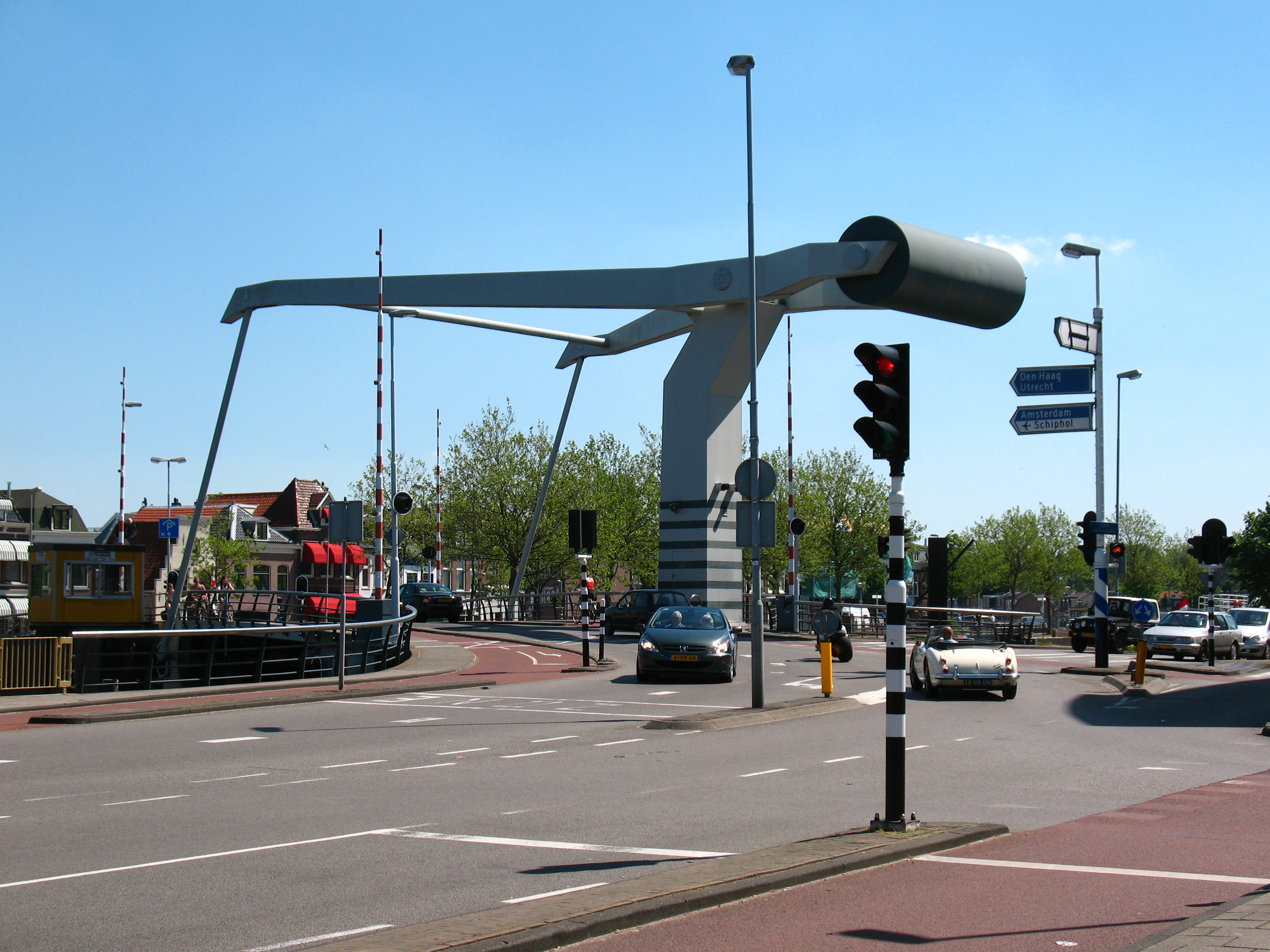
Lange Brug (Puente Largo), en el habla popular también conocido como "de verfroller" ("el rodillo de pintura").

- La ciudad es notable por sus numerosos hofjes: casas de beneficencia construidas alrededor de patios. Se trataba principalmente de casas de financiación privada para mujeres solteras de edad avanzada. Hoy en día hay 19 hofjes en Haarlem; muchos abren al público los días de semana. Muchos hofjes todavía son propiedad de las fundaciones originales y todavía se utilizan principalmente para mujeres mayores solteras.
- El Grote Markt (plaza del mercado central), con:
  - el Ayuntamiento
  - el Vleeshal o mercado de la carne (hogar de dos museos)
  - el Hoofdwacht
  - la iglesia de San Bavón (Sint-Bavokerk o Grote Kerk)
- Stadsbibliotheek Haarlem, la Biblioteca Pública de Haarlem, un hito histórico
- El Janskerk tiene un área de exhibición en el antiguo coro
- Catedral de San Bavón
- Ruina del castillo Huis ter Kleef
- El Teylers Museum es el museo más antiguo de los Países Bajos
- Museo Frans Hals de Arte
- Museo de Historia de Haarlem
- El Museo Ten Boom
- Het Dolhuys Museo de Psiquiatría
- Molino de viento De Adriaan
- La puerta de la ciudad Amsterdamse Poort
- El art nouveau estación de tren de Haarlem
- Teatro De Toneelschuur
- Villa Welgelegen (partes están abiertas al público)
- Parque Haarlemmerhout
- El barrio de Bosch y Vaart
- Los edificios monumentales de la Stedelijk Gymnasium Haarlem Escuela Latina de Haarlem, también sede del Modelo de Naciones Unidas de Haarlem
- Molino de viento De Adriaan
- El puente de la ciudad a la altura de la puerta de Ámsterdam Amsterdamse Poort
- La estación de ferrocarril de Haarlem, estilo modernista
- Teatro De Toneelschuur
- La casa Corrie ten Boom
- Villa Welgelegen
- Los barrios Bosch y Vaart

## Transporte

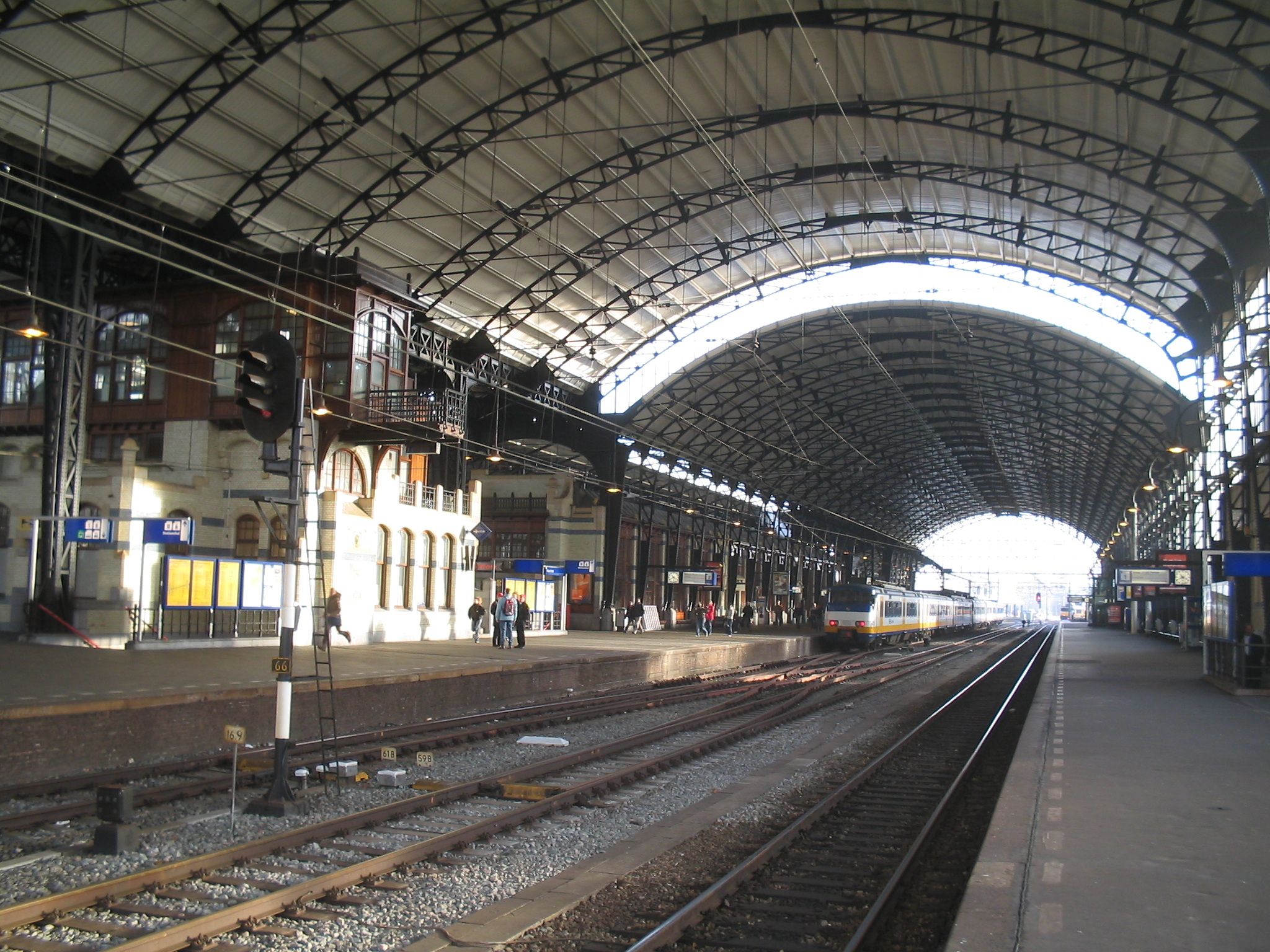
Estación de tren de Haarlem, construida en 1906, una de las estaciones de tren más antiguas de los Países Bajos. Reemplazó la estación original en Oude Weg que data de 1839, que fue una de las dos primeras estaciones en los Países Bajos como parte del la línea ferroviaria holandesa más antigua entre Ámsterdam y Haarlem.

Haarlem cuenta con dos estaciones de tren de los Nederlandse Spoorwegen (Ferrocarriles neerlandeses). Desde la estación de tren de Haarlem hay ocho trenes por hora hasta la Ámsterdam, con un tiempo de viaje de 15 a 20 minutos, 6 trenes por hora hasta la Leiden y La Haya (dos estaciones), y 2 trenes por hora a Zandvoort aan Zee. En el este de Haarlem, hay Haarlem Spaarnwoude, que tiene 4 trenes por hora a Ámsterdam.
La ciudad también cuenta con varias líneas de autobús de Connexxion. Estos autobuses atraviesan una gran región alrededor de Haarlem, incluyendo Ámsterdam. También hay un autobús de tránsito rápido especial, llamado Zuidtangent que es operado por Connexxion. Este autobús va de Haarlem al sudeste de Ámsterdam pasando por el aeropuerto de Schiphol.

## Gobierno local
El consejo municipal de Haarlem consta de 39 escaños, que se dividen de la siguiente manera:
- D66 – 5 escaños
- PvdA – 6 escaños
- GroenLinks – 9 escaños
- VVD – 4 escaños
- SP – 2 escaños
- CDA – 4 escaños
- Christenunie – 1 escaños
- Actiepartij – 1 escaño
- Liberaal Haarlem - 1 escaño

### Policía y aplicación de la ley
Los servicios policiales en Haarlem son proporcionados por el cuerpo de policía de Kennemerland. La ciudad de Haarlem también emplea agentes policiales municipales uniformados, sus funciones consisten en estacionamiento, saneamiento, tráfico, cumplimiento de permisos y patrullas en toda la ciudad.

## Varios

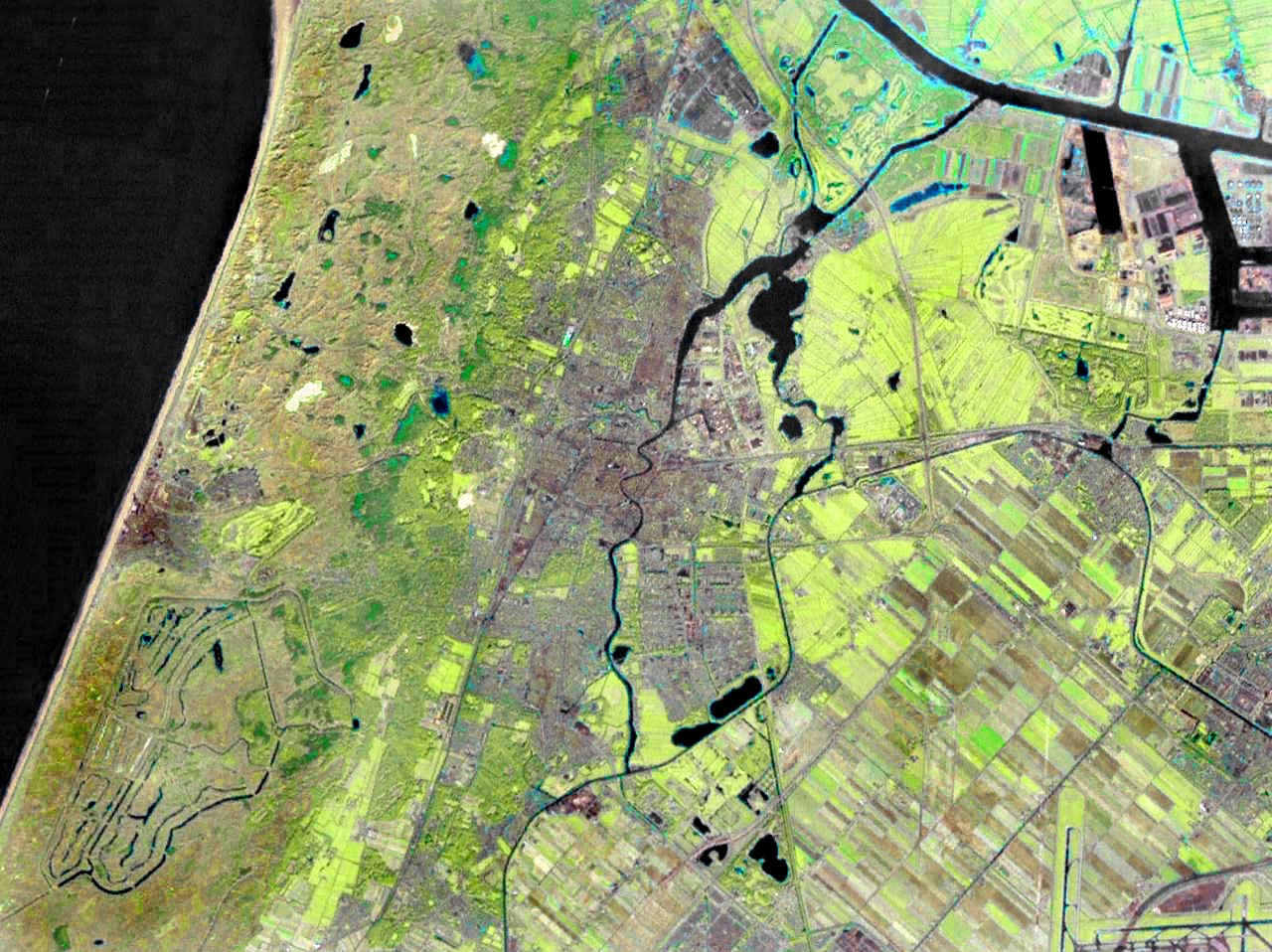
Imagen satelital de Haarlem

### Cerveza local
La elaboración de cerveza ha sido una industria muy importante para Haarlem desde el siglo XV, cuando había no menos de 100 cervecerías en la ciudad. Cuando se celebró el 750 aniversario de la ciudad en 1995, un grupo de entusiastas recreó una cerveza original de Haarlem y la elaboró de nuevo. La cerveza se llama Jopenbier, o Jopen para abreviar, el nombre de un antiguo tipo de barril de cerveza.

### Harlem, Manhattan
En 1658, Peter Stuyvesant, el director general de la colonia holandesa de Nieuw Nederland (Nueva Holanda), fundó el asentamiento de Nieuw Haarlem en el norte parte de la isla de Manhattan como un puesto avanzado de Nieuw Amsterdam (Nueva Ámsterdam) en el extremo sur de la isla. Después de la captura del Inglés de Nueva Holanda en 1664, la nueva administración colonial inglesa cambió el nombre de la colonia y su ciudad principal a "Nueva York", pero dejó el nombre de Haarlem más o menos sin cambios. La ortografía cambió a Harlem de acuerdo con el uso contemporáneo del inglés, y el distrito creció (como parte del distrito de Manhattan) hasta convertirse en el vibrante centro de afroamericano cultura en la ciudad de Nueva York y los Estados Unidos en general en el siglo XX.

### Lautje, Estatua en el Grote Markt
En la plaza principal, Grote Markt, se encuentra una estatua de Laurens Janszoon Coster, apodada 'Lautje' por los lugareños. A Laurens Janszoon Coster se le atribuye ser el inventor de una imprenta que usa tipos móviles, ya que se dice que la inventó simultáneamente con Johannes Gutenberg, pero solo algunas personas creen esto. En el pasado, la estatua se movió un par de veces. Una vez estuvo al otro lado de la plaza e incluso encaramado en el Riviervismarkt cerca de la Philharmonie.

### Prohibición de anuncios de carne
Haarlem prohibirá la mayoría de los anuncios de carne en los espacios públicos debido al impacto climático de los alimentos a partir de 2024. Es la primera ciudad del mundo en hacer tal medida.

## Ciudades hermanadas
Haarlem está hermanada con:
- Osnabrück – Alemania, desde 1961
- Světlá – República Checa
- Angers – Francia, desde 1964
- Harlem (Nueva York) – Estados Unidos, desde 2017
- Mutare – Zimbabue, desde 1992

## Personajes ilustres de Haarlem
- Willem Andriessen
- Maarten Stekelenburg
- Alex van Warmerdam
- Corrie Ten Boom
- Cornelis Holsteyn
- Jacobus Koolen
- Judith Leyster
- Guido van Rossum

## Galería

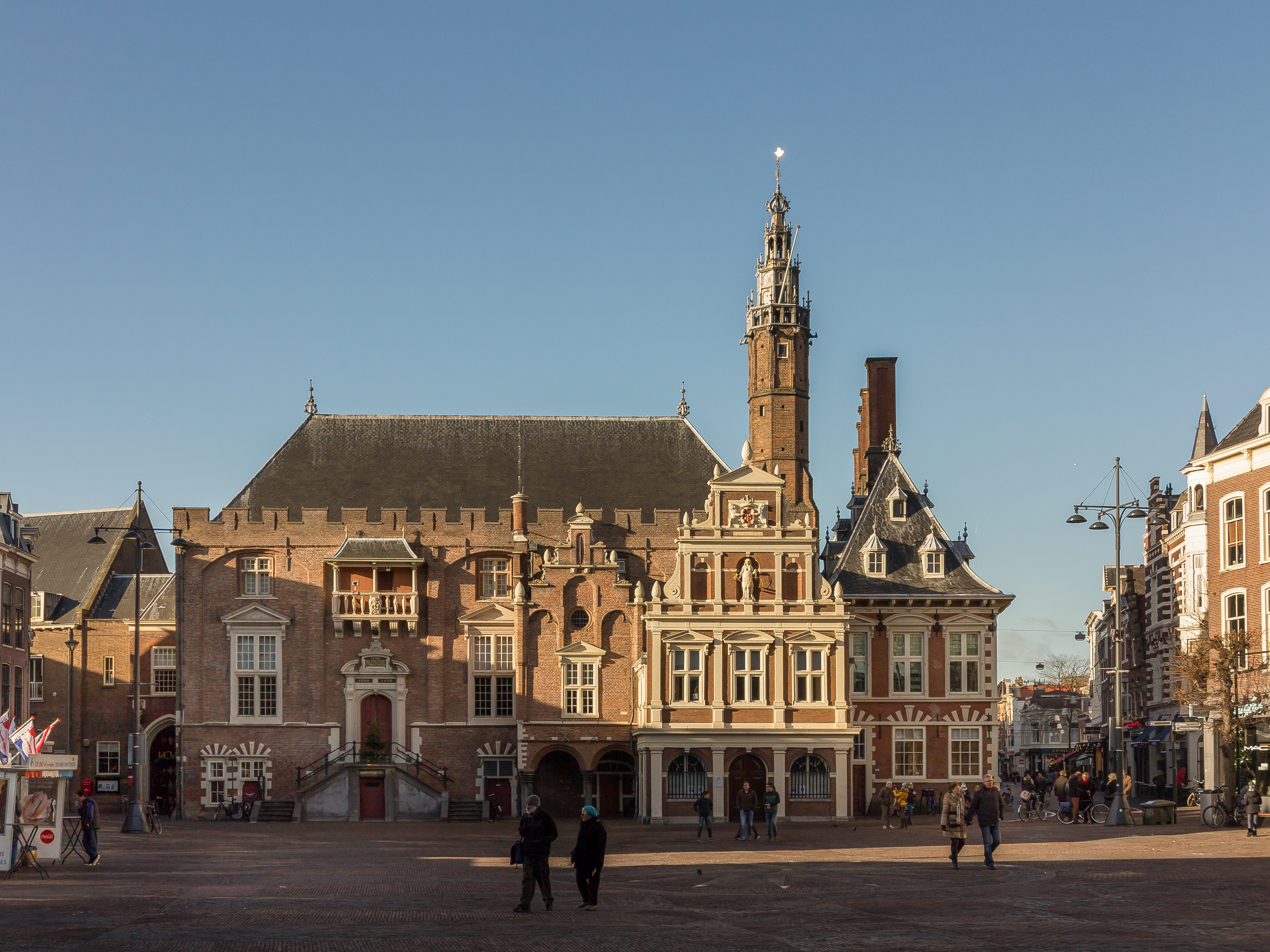
Ayuntamiento de Haarlem
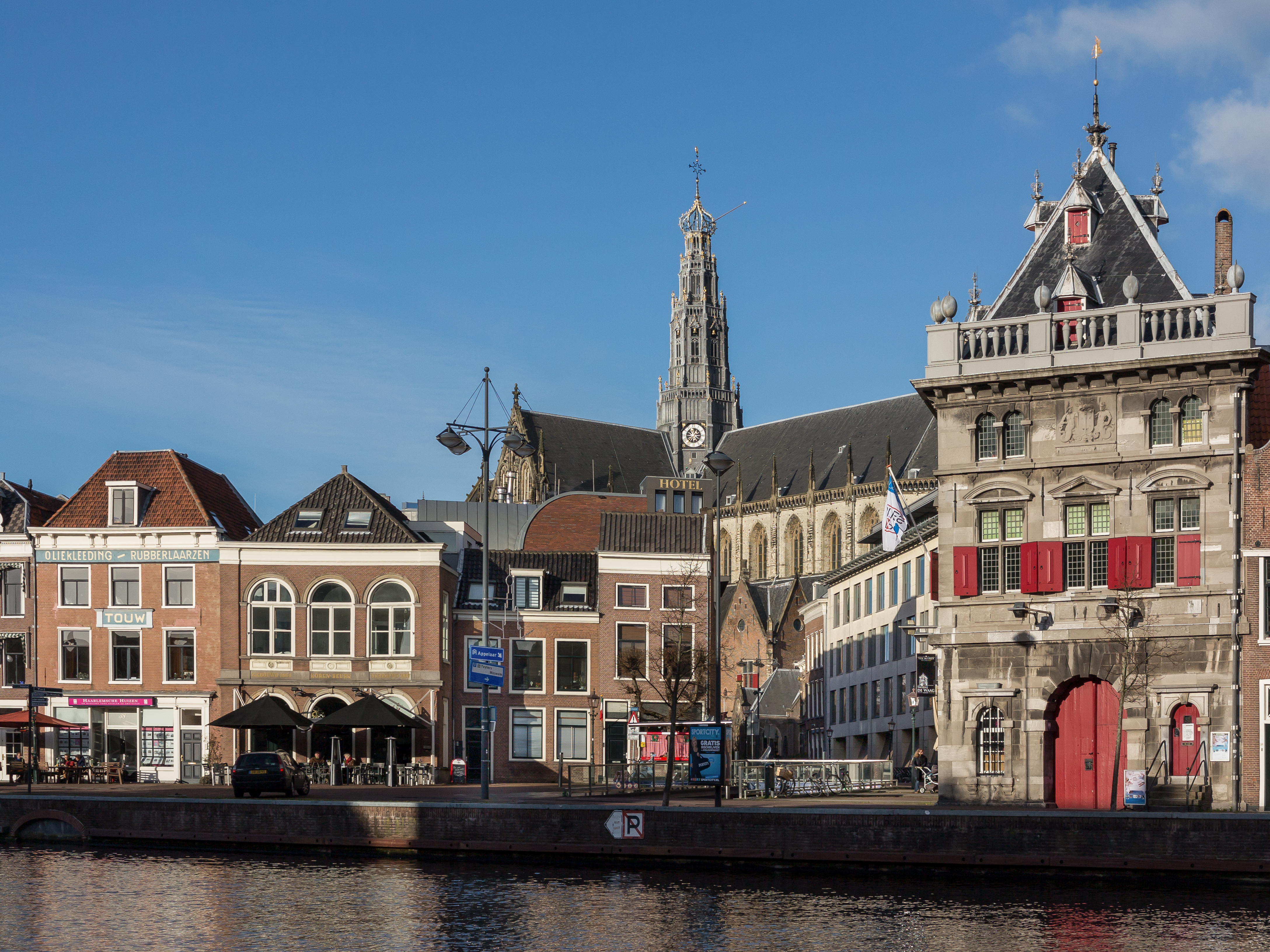
Waag y la iglesia de San Bavón (Sint-Bavokerk).
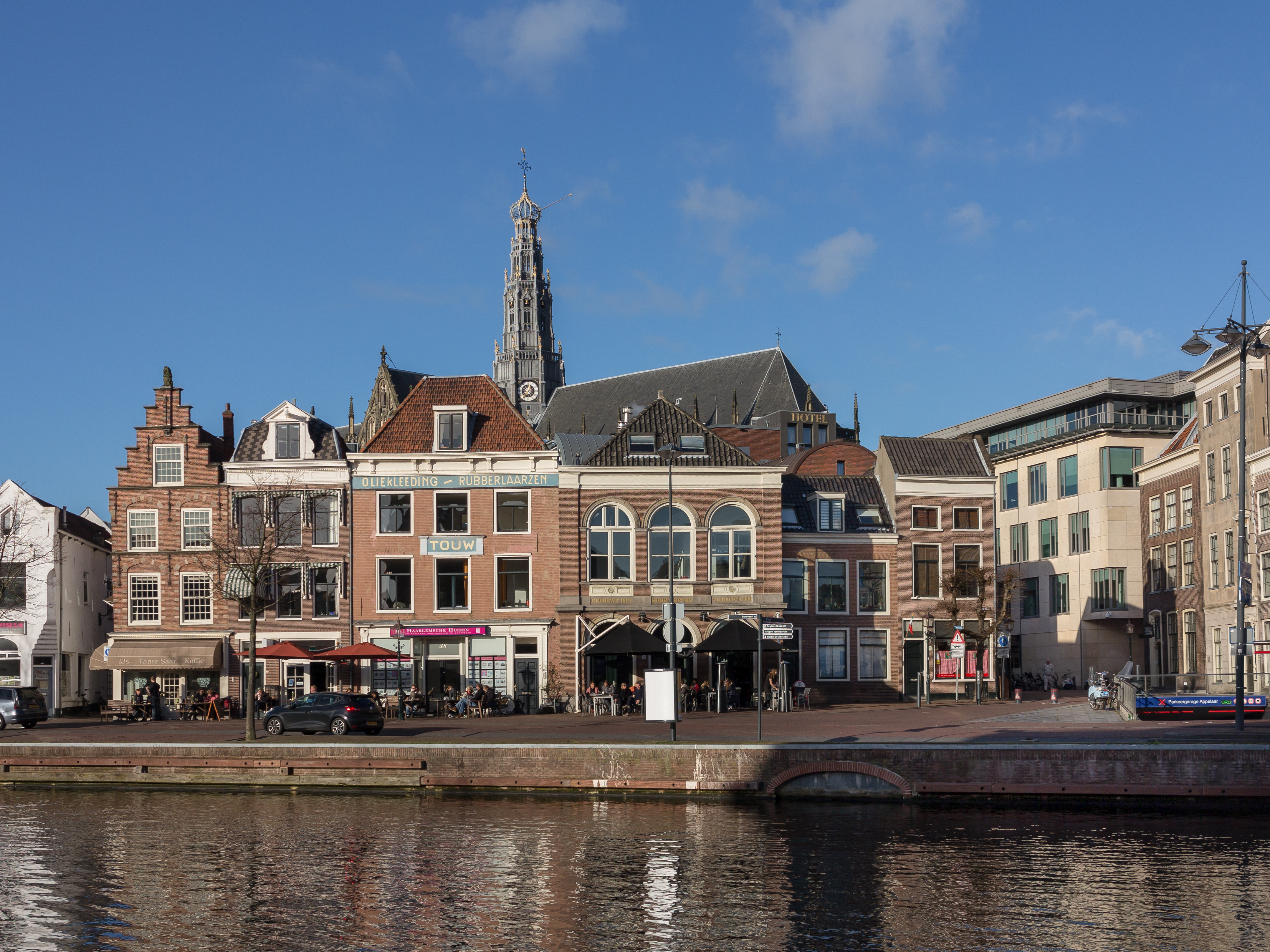
Sint-Bavokerk y las casas monumentales
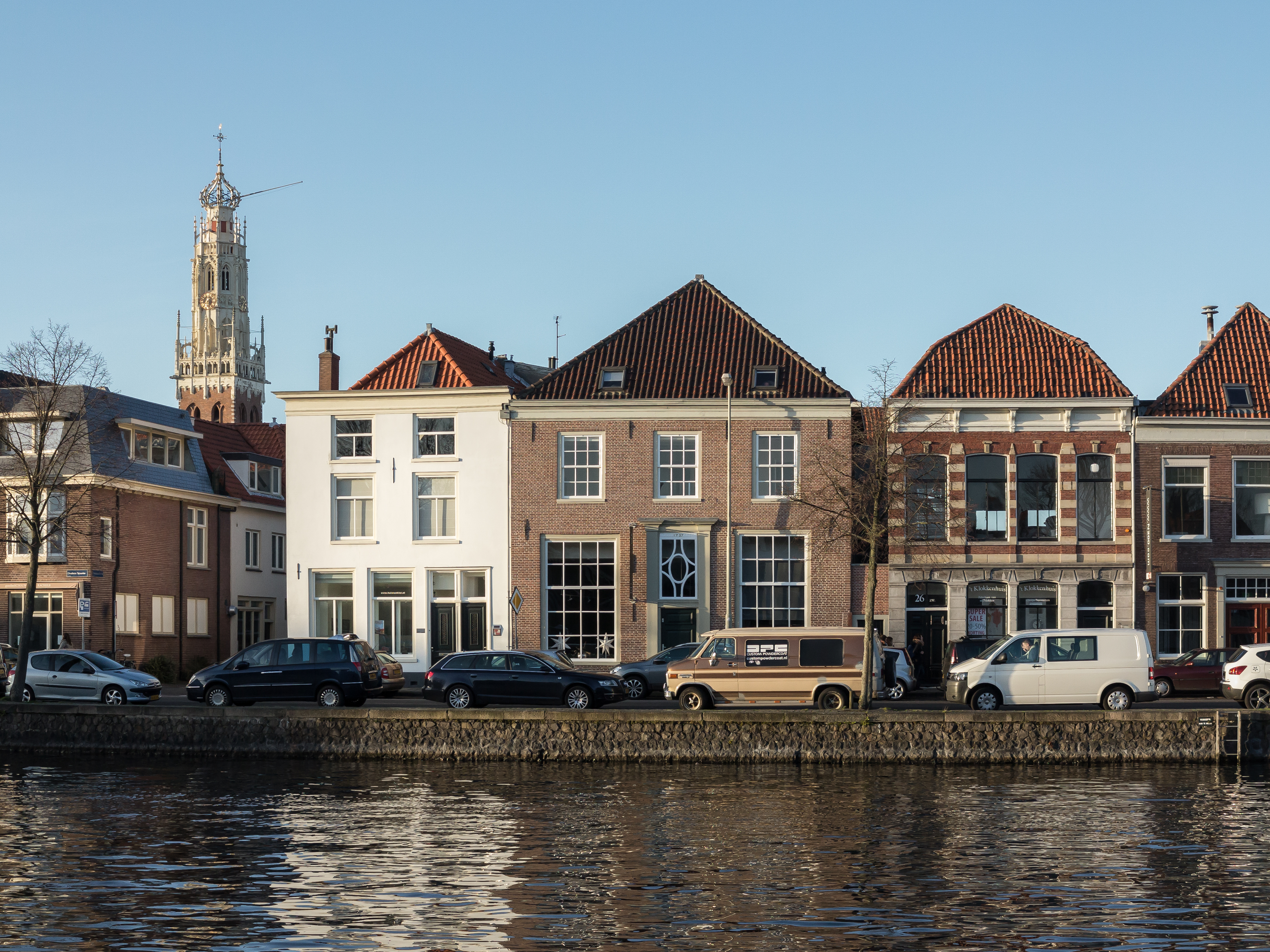
Haarlem, el Spaarne y la torre de la iglesia (la Bakenesserkerk).
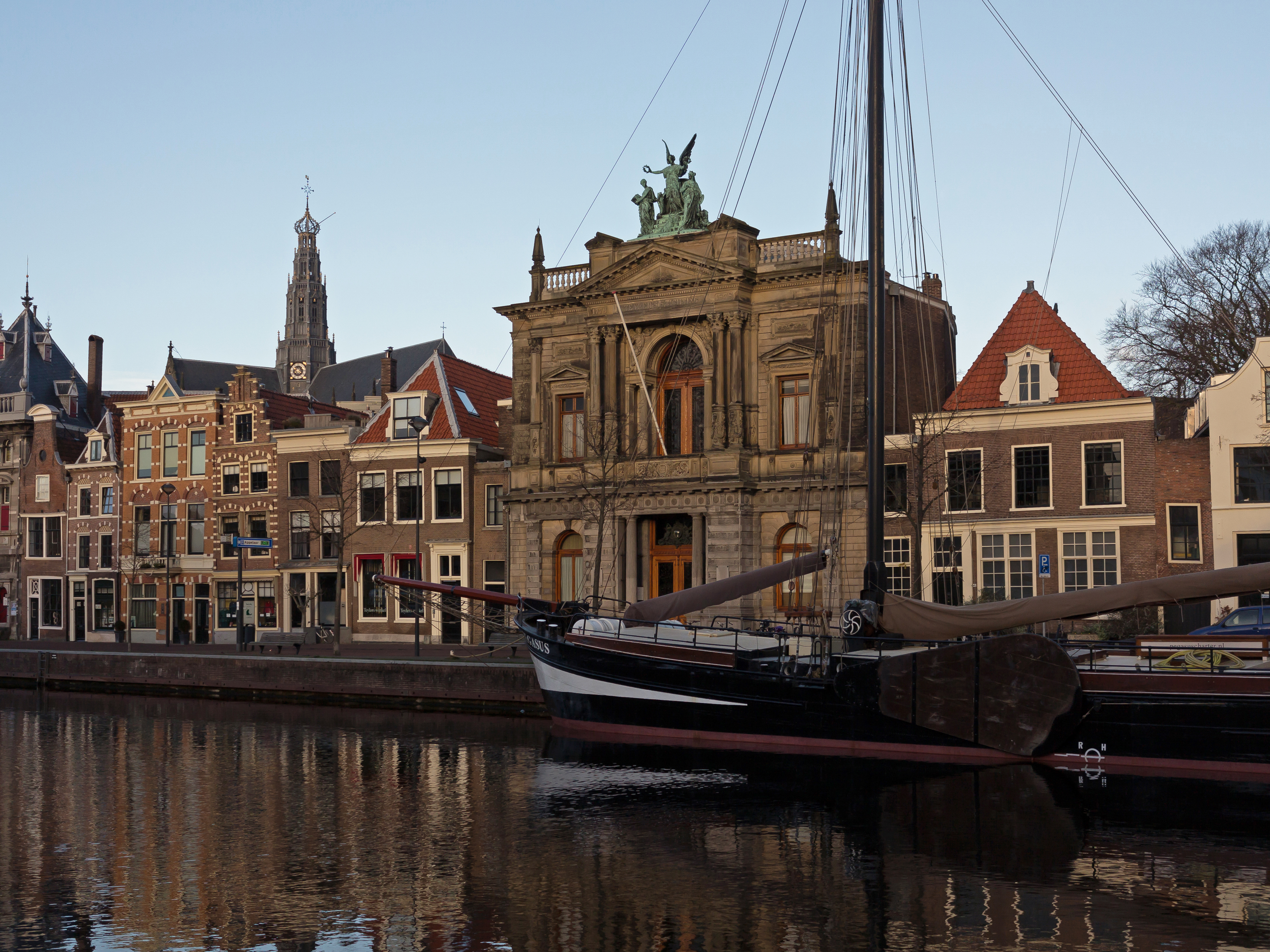
Haarlem, el museo (el Teylermuseum) y la iglesia (la Sint-Bavokerk).
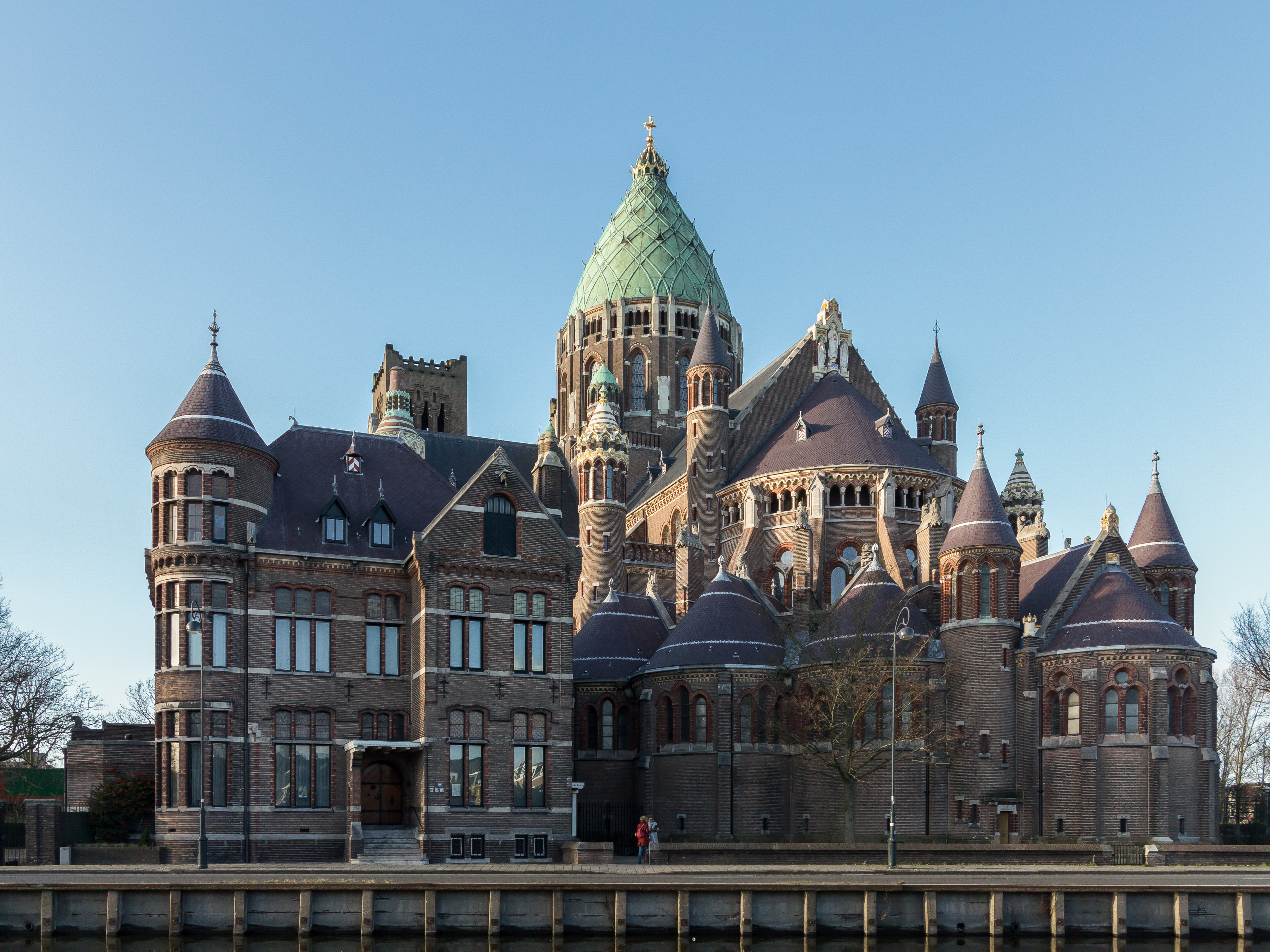
Basílica Sint Bavo
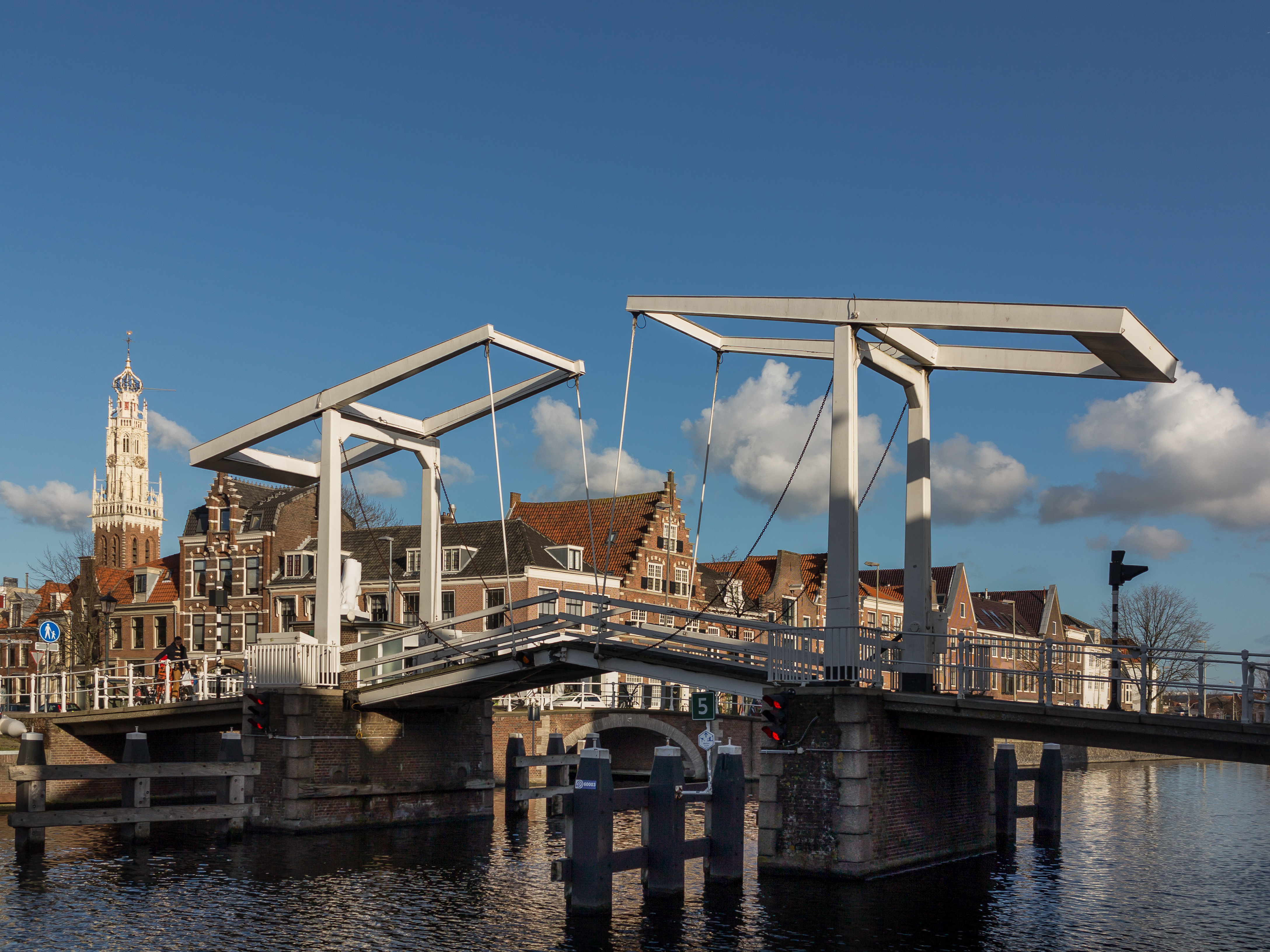
Puente Gravestenenbrug y la torre de la iglesia (la Bakenesserkerk).
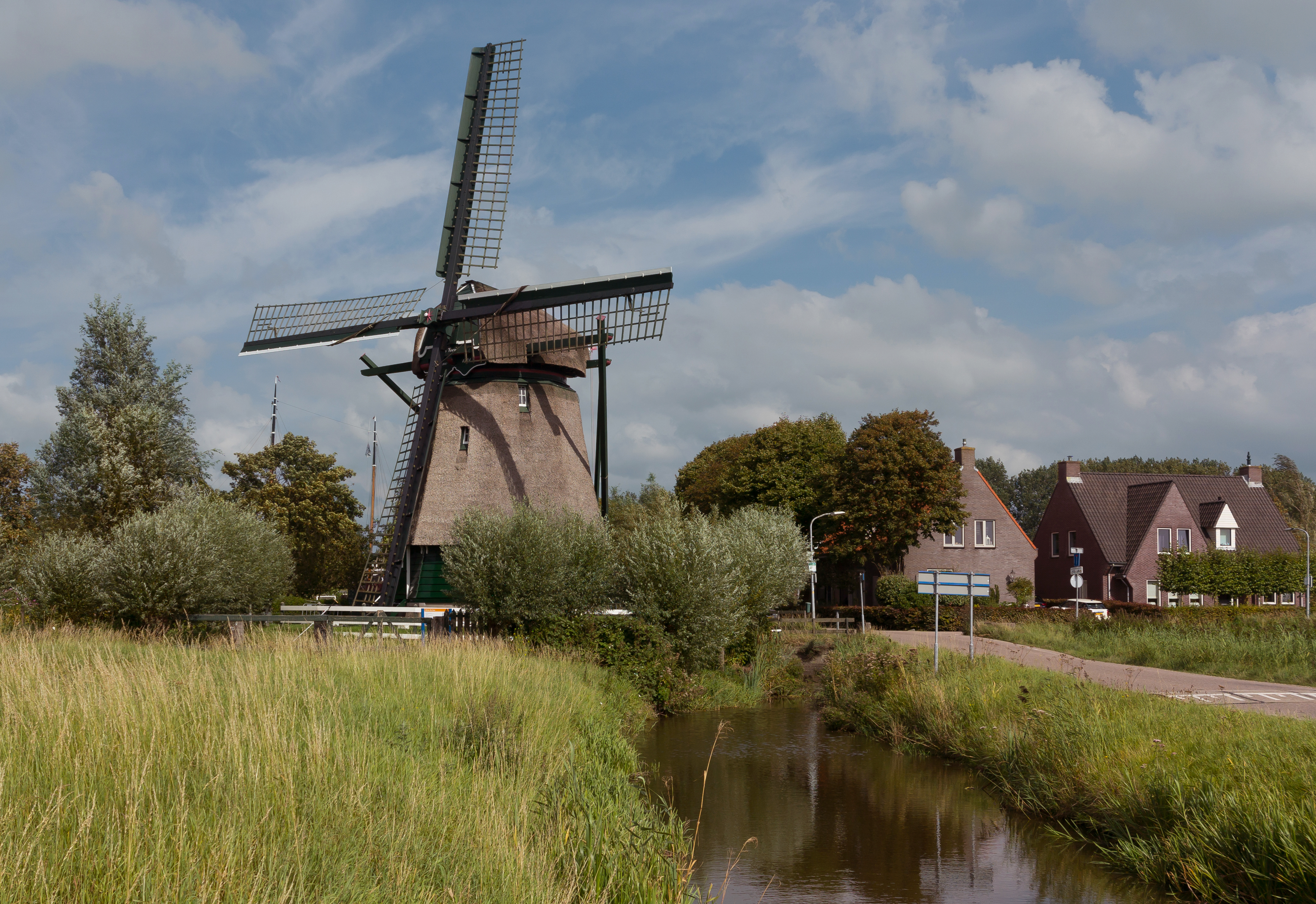
Haarlem-Penningsveer, el molino: molen de Veer.